# 槇文彦
槇 文彦（まき ふみひこ、1928年〈昭和3年〉9月6日 - 2024年6月6日）は、日本の建築家（一級建築士）。位階は従四位、文化功労者。日本芸術院会員。

## 経歴
1928年（昭和3年）、東京都生まれ。母方の祖父は竹中工務店の会長を務めた竹中藤右衛門。1941年（昭和16年）慶應義塾幼稚舎卒業。慶應義塾普通部を経て慶應義塾大学工学部予科を中退し、建築学科のある東京大学工学部建築学科に入学、1952年（昭和27年）卒業。
丹下健三の研究室で外務省庁舎のコンペを担当した後、アメリカ合衆国に留学。クランブルック美術学院およびハーバード大学デザイン大学院修士課程修了。ハーバード大学院時代はホセ・ルイ・セルトのスタジオで学ぶ。1954年（昭和29年）に、スキッドモア・オーウィングズ・アンド・メリル、翌1955年（昭和30年）には、セルト・ジャクソン建築設計事務所に勤務。その後はセントルイス・ワシントン大学とハーバード大学で都市デザインを講じた。
1965年（昭和40年）に槇総合計画事務所を設立。1979年（昭和54年）から1989年（平成元年）に東京大学教授を務めた。渋谷区のヒルサイドテラスは旧山手通り沿いで数次にかけて実施したプロジェクトであるが、10m軒線を守り、用途地域が変わった第六期では、10m以上の部分をセットバックさせている。

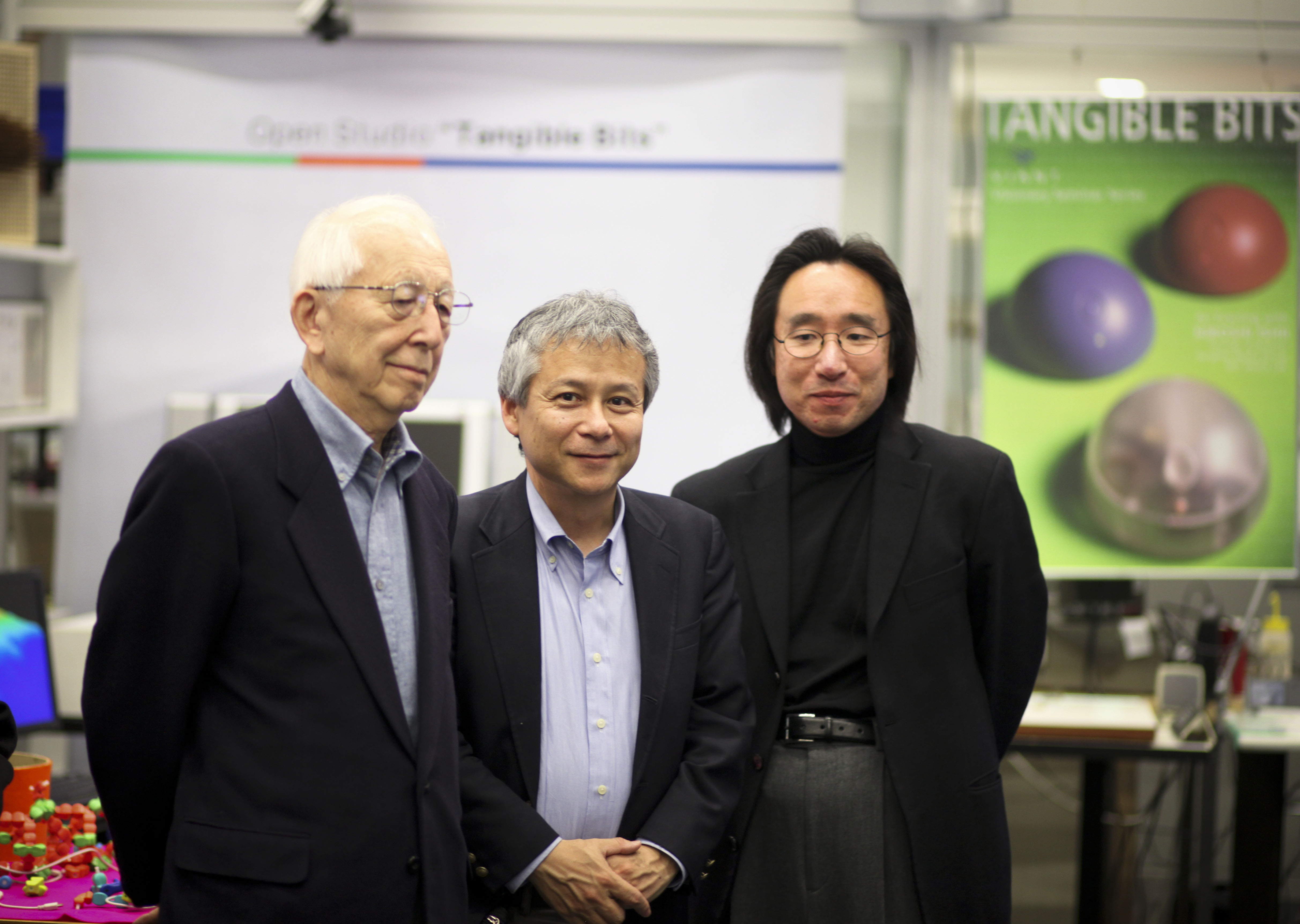
2010年3月3日、マサチューセッツ工科大学教授石井裕（中央）、槇総合計画事務所副所長亀本ゲイリー（右）と

2024年6月6日、老衰のため、死去した。95歳没。死没日付をもって従四位に叙された。

## 家族・親族
- 祖父・槇武（長岡藩士・槇小太郎の長男。岩城炭鉱、新竹拓殖軌道元社長）
- 父・槇武彦（銀行員ほか。1902年（明治35年）生まれ。）
- 母・竹中貴美（竹中工務店元会長竹中藤右衛門14代の二女）
- 伯父・槇智雄（政治学者）
- 伯父・槇有恒（登山家）
- 叔父・槇弘（医師）
- 叔父・槇文郎（医師）
- 叔父・竹中錬一（竹中工務店元社長）
- 妻・松本操（松本重治の長女。公爵松方正義の曾孫）
- 長女・坪井みどり（1961年（昭和36年）生、上智大学外国語学部フランス語学科卒業、上智大学大学院外国語学研究科比較文化専攻修士課程修了[3]）
- 二女・槇直美（1966年（昭和41年）生、株式会社小林・槇デザインワークショップ代表取締役、日本女子大学家政学部住居学科卒業、カリフォルニア大学バークレー校環境デザイン学研究科修士課程修了[4]）
- 大叔父（父方の祖父の弟）・槇哲（1866年（慶応2年） - 1939年（昭和14年））台湾塩水港製糖、台湾花蓮港木材、新日本砂糖工業、東北砂鉄各社長を務め、植民地経営に尽力した[5]

## 受賞・栄典
- 1962年 - 日本建築学会賞作品賞（名古屋大学豊田講堂）
- 1969年 - 毎日芸術賞（立正大学熊谷キャンパス）
- 1974年 - 芸術選奨文部大臣賞（ヒルサイドテラス）
- 1980年 - 日本芸術大賞（ヒルサイドテラス）
- 1984年 - 日本建築学会賞作品賞（2度目、藤沢市秋葉台文化体育館）
- 1987年 - アメリカ建築家協会R.S.レイノルズ賞
- 1988年
  - ウルフ賞芸術部門
  - シカゴ建築賞
- 1989年 - 紫綬褒章
- 1990年 - トーマス・ジェファーソン建築賞
- 1993年
  -  アメリカ合衆国プリツカー賞[注釈 1]
  - UIAゴールドメダル[注釈 2]
  - ハーバード大学プリンスオブウェールズ都市デザイン賞
  - 朝日賞[7]
- 1998年
  - 村野藤吾賞（風の丘葬斎場）
  - フランス芸術文化勲章オフィシエ
- 1999年
  - 高松宮殿下記念世界文化賞
  - アーノルド・ブルナー記念建築賞
- 2001年 - 日本建築学会賞大賞
- 2007年 - 旭日中綬章
- 2011年 -  アメリカ合衆国AIAゴールドメダル
- 2013年
  - 日本芸術院賞・恩賜賞
  - 文化功労者[8]
- 2015年 - 日本芸術院会員
- 2020年 - 横浜文化賞

## 作品

### 建築作品
| 名称                                                           | 年     | 所在地                 | 国             | 状態     | 備考                                                                                   |
| -------------------------------------------------------------- | ------ | ---------------------- | -------------- | -------- | -------------------------------------------------------------------------------------- |
| セントルイス・ワシントン大学 スタインバーグホール              | 1960年 | ミズーリ州セントルイス | アメリカ合衆国 |          |                                                                                        |
| 名古屋大学豊田講堂                                             | 1960年 | 愛知県名古屋市         | 日本           |          |                                                                                        |
| 千葉大学医学部記念講堂                                         | 1964年 | 千葉市中央区           | 日本           |          |                                                                                        |
| 立正大学熊谷校舎1期                                            | 1967年 | 埼玉県熊谷市           | 日本           |          |                                                                                        |
| 大阪臨海センタービル                                           | 1967年 | 大阪府堺市             | 日本           | 現存せず |                                                                                        |
| 立正大学熊谷校舎2期                                            | 1968年 | 埼玉県熊谷市           | 日本           |          |                                                                                        |
| ヒルサイドテラスA・B棟                                         | 1969年 | 東京都渋谷区           | 日本           |          | 2000年日本建築家協会25年賞                                                             |
| 百草団地中心施設                                               | 1969年 | 東京都日野市           | 日本           |          |                                                                                        |
| 千里中央地区センタービル                                       | 1970年 | 大阪府豊中市           | 日本           |          |                                                                                        |
| パークハウス白金                                               | 1970年 | 東京都港区             | 日本           |          |                                                                                        |
| 大阪府立泉北考古資料館（現・すえむらレンタルスペース）         | 1970年 | 大阪府堺市             | 日本           |          |                                                                                        |
| 横浜市金沢区総合庁舎                                           | 1971年 | 神奈川県横浜市金沢区   | 日本           | 現存せず |                                                                                        |
| ペルー低所得層低層住宅                                         | 1972年 | リマ                   | ペルー         |          |                                                                                        |
| 国際聖マリア学院                                               | 1972年 | 東京都世田谷区         | 日本           |          |                                                                                        |
| 大阪府立臨海スポーツセンター                                   | 1972年 | 大阪府高石市           | 日本           |          |                                                                                        |
| 加藤学園初等学校                                               | 1972年 | 静岡県沼津市           | 日本           |          | 現 加藤学園暁秀初等学校                                                                |
| 広尾ホームズ・広尾タワーズ                                     | 1972年 | 東京都渋谷区           | 日本           |          |                                                                                        |
| 在ブラジル日本大使館                                           | 1972年 | ブラジリア             | ブラジル       |          |                                                                                        |
| ヒルサイドテラスC棟                                            | 1973年 | 東京都渋谷区           | 日本           |          |                                                                                        |
| ウィンザーハウス１期                                           | 1973年 | 東京都港区             | 日本           |          |                                                                                        |
| 野庭幼稚園                                                     | 1974年 | 神奈川県横浜市港南区   | 日本           |          |                                                                                        |
| 筑波大学体育芸術専門学群中央棟・図書館                         | 1974年 | 茨城県つくば市         | 日本           |          |                                                                                        |
| トヨタ鞍ヶ池記念館                                             | 1975年 | 愛知県豊田市           | 日本           |          |                                                                                        |
| 沖繩海洋博覧会水族館                                           | 1975年 | 沖縄県本部町           | 日本           |          |                                                                                        |
| 在日オーストリア大使館                                         | 1976年 | 東京都港区             | 日本           |          |                                                                                        |
| ヒルサイドテラスD・E棟                                         | 1977年 | 東京都渋谷区           | 日本           |          |                                                                                        |
| コタキナバル･スポーツコンプレックス                            | 1977年 | サバ                   | マレーシア     |          |                                                                                        |
| 横浜市立並木第一小学校                                         | 1978年 | 神奈川県横浜市金沢区   | 日本           |          |                                                                                        |
| 槇邸（自邸）                                                   | 1978年 | 東京都                 | 日本           |          |                                                                                        |
| 岩崎美術館                                                     | 1978年 | 鹿児島県指宿市         | 日本           |          |                                                                                        |
| 金沢シーサイドタウン                                           | 1978年 | 神奈川県横浜市金沢区   | 日本           |          |                                                                                        |
| 在日デンマーク大使館                                           | 1979年 | 東京都渋谷区           | 日本           |          |                                                                                        |
| ジュン・アシダ・サロン                                         | 1979年 | 東京都渋谷区           | 日本           |          |                                                                                        |
| ウィンザーハウス２期                                           | 1979年 | 東京都港区             | 日本           |          |                                                                                        |
| 高輪の家                                                       | 1980年 | 東京都港区             | 日本           |          |                                                                                        |
| 横浜市立川和中学校                                             | 1980年 | 神奈川県横浜市都筑区   | 日本           |          |                                                                                        |
| 虎ノ門ＮＮビル                                                 | 1981年 | 東京都港区             | 日本           |          |                                                                                        |
| 京都クラフトセンター                                           | 1981年 | 京都市左京区           | 日本           |          |                                                                                        |
| 磯野不動産広尾ビル 三菱東京UFJ銀行広尾支店                     | 1981年 | 東京都渋谷区           | 日本           |          |                                                                                        |
| 慶應義塾図書館新館                                             | 1981年 | 東京都港区             | 日本           |          |                                                                                        |
| 前沢ガーデンハウス                                             | 1982年 | 富山県黒部市           | 日本           |          |                                                                                        |
| 電通関西支社                                                   | 1983年 | 大阪市北区             | 日本           | 現存せず | 現Brillia Tower 堂島、フォーシーズンホテル大阪                                         |
| 白金台の家                                                     | 1983年 | 東京都港区             | 日本           |          |                                                                                        |
| 都営多摩ニュータウン南大沢住宅                                 | 1984年 | 東京都八王子市         | 日本           |          |                                                                                        |
| セダ・ストーン・ヴィラ                                         | 1984年 | 東京都渋谷区           | 日本           |          |                                                                                        |
| ガーデンプラザ広尾                                             | 1984年 | 東京都渋谷区           | 日本           |          |                                                                                        |
| 藤沢市秋葉台文化体育館                                         | 1984年 | 神奈川県藤沢市         | 日本           |          |                                                                                        |
| 慶應義塾日吉図書館                                             | 1985年 | 神奈川県横浜市港北区   | 日本           |          |                                                                                        |
| 慶應義塾大学･大学院棟                                          | 1985年 | 東京都港区             | 日本           |          |                                                                                        |
| 国際科学技術博覧会Aブロック外国展示館                          | 1985年 | 茨城県つくば市         | 日本           |          |                                                                                        |
| スパイラル                                                     | 1985年 | 東京都港区             | 日本           |          | 2011年日本建築家協会25年賞                                                             |
| 京都国立近代美術館                                             | 1986年 | 京都市左京区           | 日本           |          |                                                                                        |
| 岩崎美術工芸館                                                 | 1987年 | 鹿児島県指宿市         | 日本           |          |                                                                                        |
| ヒルサイドプラザ                                               | 1987年 | 東京都渋谷区           | 日本           |          |                                                                                        |
| 津田ホール                                                     | 1988年 | 東京都渋谷区           | 日本           | 現存せず |                                                                                        |
| 大東京火災新宿ビル                                             | 1989年 | 東京都新宿区           | 日本           |          | 現あいおい損保新宿ビル                                                                 |
| テピア                                                         | 1989年 | 東京都港区             | 日本           |          |                                                                                        |
| 幕張メッセ                                                     | 1989年 | 千葉市美浜区           | 日本           |          |                                                                                        |
| 富山市民プラザ                                                 | 1989年 | 富山県富山市           | 日本           |          |                                                                                        |
| 東京体育館                                                     | 1990年 | 東京都渋谷区           | 日本           |          |                                                                                        |
| 慶應義塾大学湘南藤沢キャンパス(SFC)                            | 1990年 | 神奈川県藤沢市         | 日本           |          |                                                                                        |
| ヒルサイドテラスF・G・N棟                                      | 1992年 | 東京都渋谷区           | 日本           |          |                                                                                        |
| YKK R&Dセンター                                                | 1993年 | 東京都墨田区           | 日本           |          |                                                                                        |
| ヤーバブエナ芸術センター                                       | 1993年 | サンフランシスコ       | アメリカ合衆国 |          |                                                                                        |
| 中津市立小幡記念図書館                                         | 1993年 | 大分県中津市           | 日本           |          |                                                                                        |
| 霧島国際音楽ホール                                             | 1994年 | 鹿児島県霧島市         | 日本           |          |                                                                                        |
| 東京キリストの教会                                             | 1995年 | 東京都渋谷区           | 日本           |          | ドラマ「協奏曲」で木村拓哉が設計した教会の舞台となった                                 |
| サンド薬品筑波総合研究所                                       | 1995年 | 茨城県つくば市         | 日本           |          |                                                                                        |
| イザール・ビューロ・パーク                                     | 1995年 | ミュンヘン             | ドイツ         |          |                                                                                        |
| 福岡大学60周年記念館                                           | 1996年 | 福岡市城南区           | 日本           |          |                                                                                        |
| 浮かぶ劇場                                                     | 1996年 | フローニンゲン         | オランダ       |          |                                                                                        |
| 神奈川大学16号舘                                               | 1997年 | 神奈川県横浜市神奈川区 | 日本           |          |                                                                                        |
| 風の丘葬斎場                                                   | 1997年 | 大分県中津市           | 日本           |          |                                                                                        |
| 横浜市篠原地区センター・ケアプラザ                             | 1997年 | 神奈川県横浜市港北区   | 日本           |          |                                                                                        |
| 幕張メッセ新展示場・北ホール                                   | 1998年 | 千葉市美浜区           | 日本           |          |                                                                                        |
| 名取市文化会館                                                 | 1998年 | 宮城県名取市           | 日本           |          |                                                                                        |
| ヒルサイドウエスト                                             | 1999年 | 東京都渋谷区           | 日本           |          |                                                                                        |
| 富山国際会議場（大手町フォーラム）                             | 1999年 | 富山県富山市           | 日本           |          |                                                                                        |
| 福島県男女共生センター                                         | 2000年 | 福島県二本松市         | 日本           |          |                                                                                        |
| マキ・ソリティア                                               | 2001年 | デュッセルドルフ       | ドイツ         |          |                                                                                        |
| INB邸                                                          | 2002年 | 東京都                 | 日本           |          |                                                                                        |
| TRAID                                                          | 2002年 | 長野県安曇野市         | 日本           |          |                                                                                        |
| 福井県立図書館・福井県文書館                                   | 2002年 | 福井県福井市           | 日本           |          |                                                                                        |
| ロレックス東陽町ビル                                           | 2003年 | 東京都江東区           | 日本           |          |                                                                                        |
| テレビ朝日本社ビル（六本木ヒルズ）                             | 2003年 | 東京都港区             | 日本           |          |                                                                                        |
| 朱鷺メッセ                                                     | 2003年 | 新潟市中央区           | 日本           |          |                                                                                        |
| 横浜アイランドタワー                                           | 2003年 | 神奈川県横浜市中区     | 日本           |          |                                                                                        |
| 東京大学法学系教育棟                                           | 2004年 | 東京都文京区           | 日本           |          |                                                                                        |
| 旧富士銀行横浜支店 映像文化施設                                | 2005年 | 神奈川県横浜市中区     | 日本           |          |                                                                                        |
| 国立国語研究所                                                 | 2005年 | 東京都立川市           | 日本           |          |                                                                                        |
| 島根県立古代出雲歴史博物館                                     | 2007年 | 島根県出雲市           | 日本           |          |                                                                                        |
| セントルイス・ワシントン大学 サム・フォックス視覚芸術学部      | 2007年 | ミズーリ州セントルイス | アメリカ合衆国 |          | ミルドレッド・レーン・ケンパー美術館およびアール・Ｅ＆マートル・Ｅ・ウォーカー・ホール |
| シンガポール理工系専門学校キャンパス                           | 2007年 | ウッドランド           | シンガポール   |          |                                                                                        |
| 三原市芸術文化センター                                         | 2007年 | 広島県三原市           | 日本           |          |                                                                                        |
| イズマイリ・イママット記念館                                   | 2008年 | オンタリオ             | カナダ         |          |                                                                                        |
| ペンシルベニア大学 アネンバーグ・パブリックポリシーセンター    | 2009年 | ペンシルバニア         | アメリカ合衆国 |          |                                                                                        |
| ロレックス中津ビル                                             | 2009年 | 大阪市北区             | 日本           |          |                                                                                        |
| ノバルティス・キャンパス・スクエア3                            | 2009年 | バーゼル               | スイス         |          |                                                                                        |
| MITメディアラボ新館                                            | 2009年 | マサチューセッツ       | アメリカ合衆国 |          |                                                                                        |
| 幕張メッセ ペデストリアンブリッジ                              | 2009年 | 千葉市美浜区           | 日本           |          |                                                                                        |
| 神奈川大学湘南ひらつかキャンパス11号館                         | 2009年 | 神奈川県平塚市         | 日本           |          |                                                                                        |
| 日本ユダヤ教団                                                 | 2009年 | 東京都渋谷区           | 日本           |          |                                                                                        |
| 東京電機大学 東京千住キャンパス第一期                          | 2012年 | 東京都足立区           | 日本           |          |                                                                                        |
| 町田市役所                                                     | 2012年 | 東京都町田市           | 日本           |          |                                                                                        |
| 静岡市清水文化会館                                             | 2012年 | 静岡市清水区           | 日本           |          |                                                                                        |
| フォー・ワールド・トレード・センター                           | 2013年 | ニューヨーク           | アメリカ合衆国 |          |                                                                                        |
| 51アスタープレイス                                             | 2013年 | ニューヨーク           | アメリカ合衆国 |          |                                                                                        |
| アガ・カーン ミュージアム                                      | 2014年 | オンタリオ             | カナダ         |          |                                                                                        |
| 345イースト・ヴィレッジ・プロムナード                          | 2014年 | ニューヨーク           | アメリカ合衆国 |          |                                                                                        |
| スカイライン＠オーチャード ブールバード                        | 2015年 | オーチャード           | シンガポール   |          |                                                                                        |
| パトナ ビハール博物館                                          | 2015年 | ビハール               | インド         |          |                                                                                        |
| シンガポール・メディアコープ                                   | 2016年 | ワンノース             | シンガポール   |          |                                                                                        |
| 長野市役所第一庁舎・長野市芸術館                               | 2016年 | 長野県長野市           | 日本           |          |                                                                                        |
| 東京電機大学 東京千住キャンパス 第2期計画 5号館                | 2017年 | 東京都足立区           | 日本           |          |                                                                                        |
| 津田塾大学千駄ヶ谷キャンパス アリス・メイ ベル・ベーコン記念館 | 2017年 | 東京都渋谷区           | 日本           |          |                                                                                        |
| 深圳海上世界文化芸術中心                                       | 2017年 | 深圳市                 | 中国           |          |                                                                                        |
| 刀剣博物館                                                     | 2017年 | 東京都墨田区           | 日本           |          |                                                                                        |

主な作品・外観画像

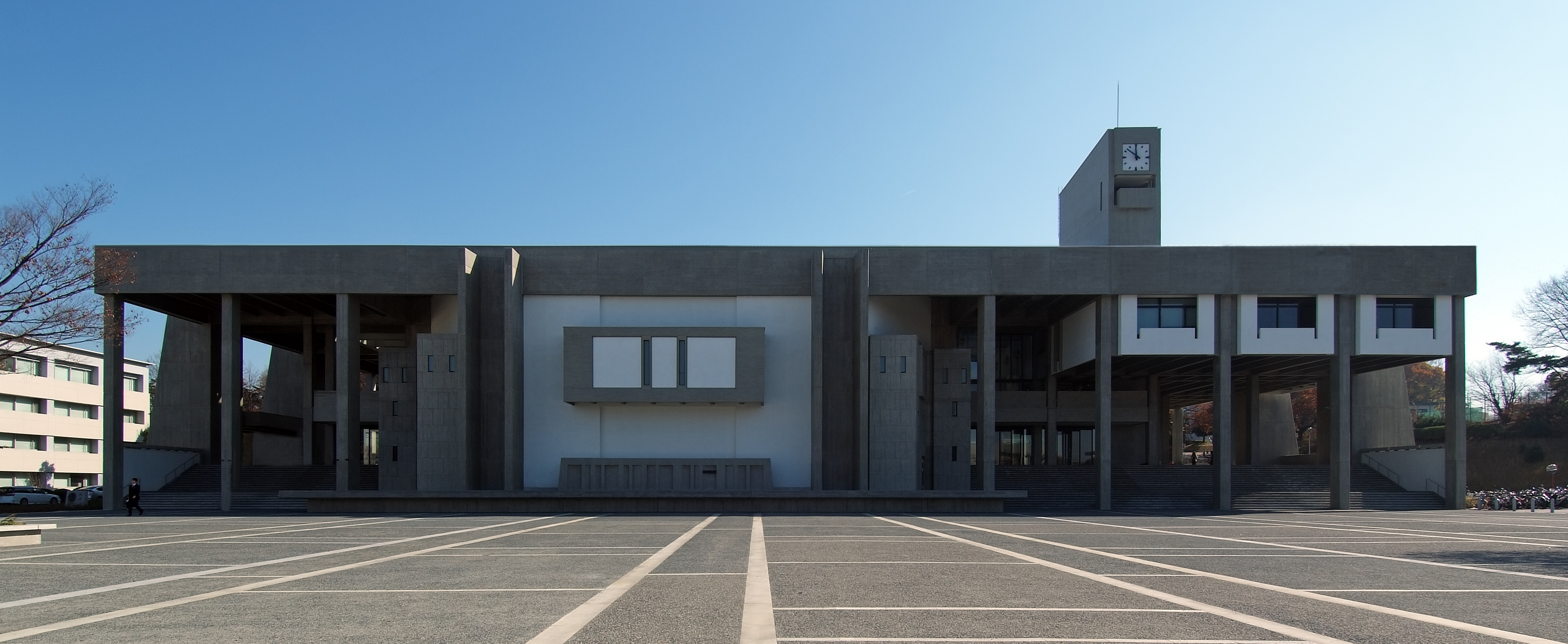
名古屋大学豊田講堂
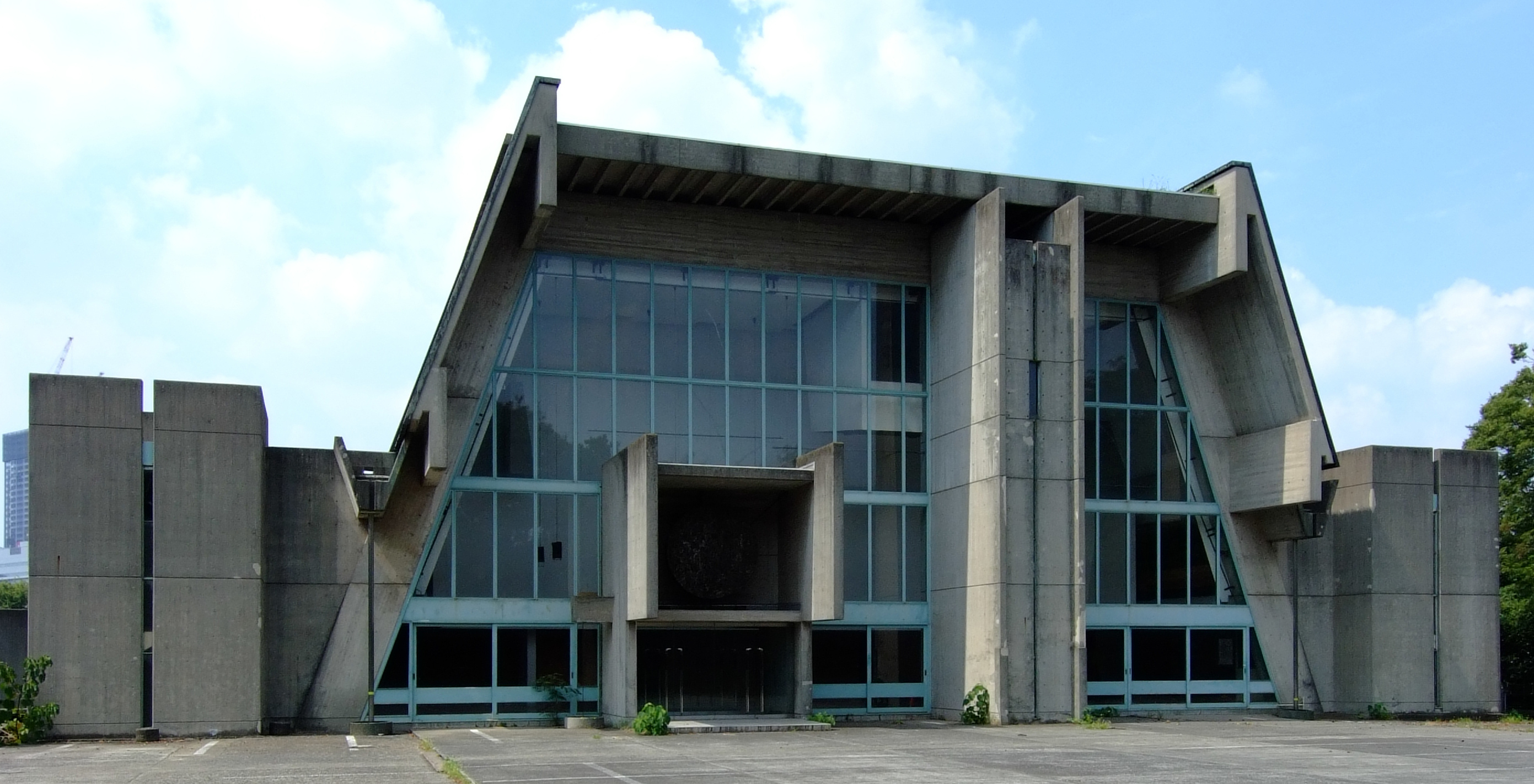
千葉大学医学部記念講堂
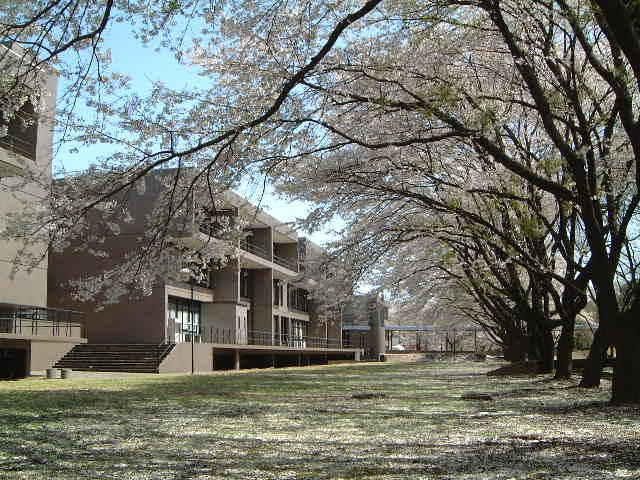
立正大学熊谷校舎
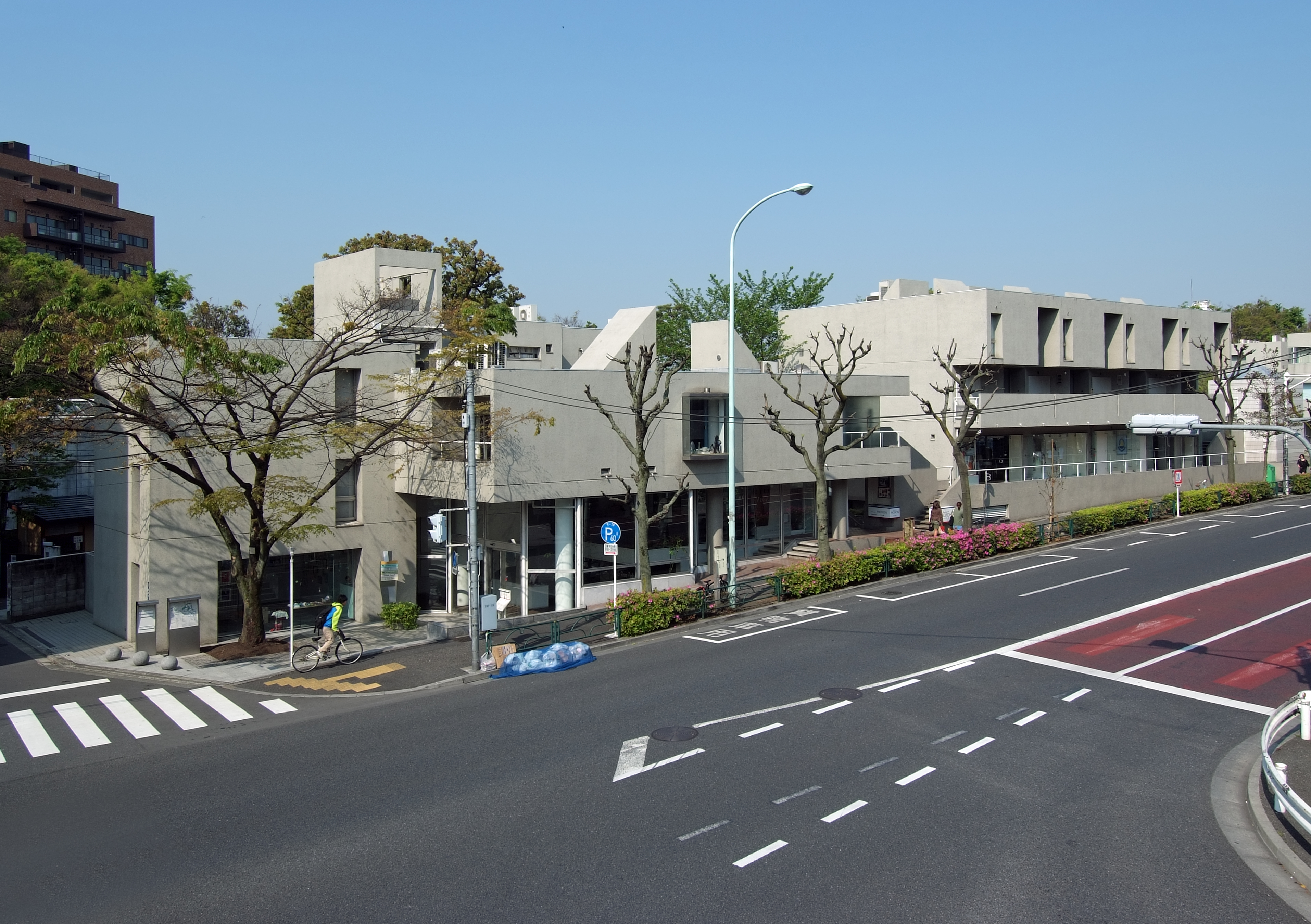
ヒルサイドテラス第1期
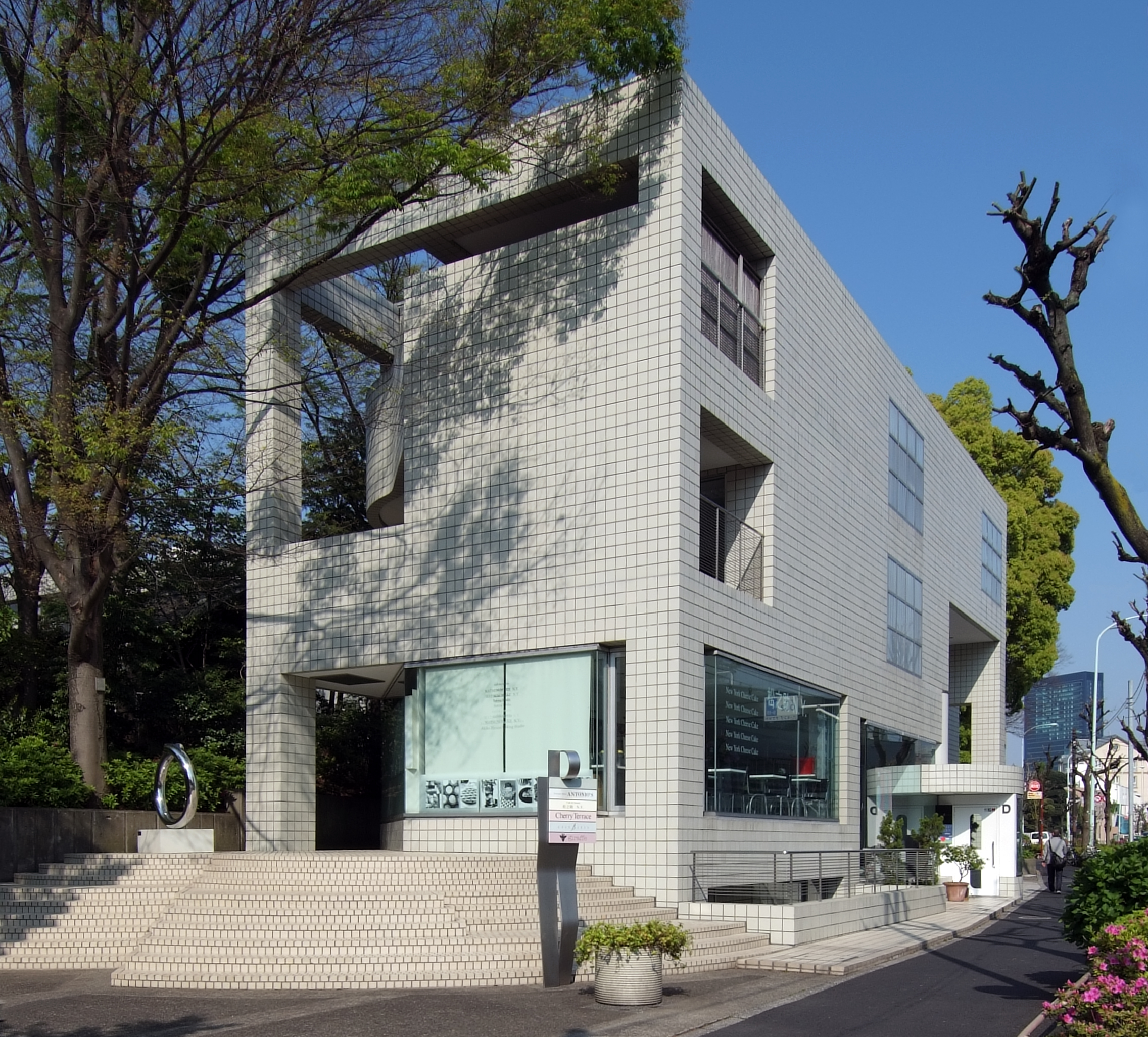
ヒルサイドテラス第3期
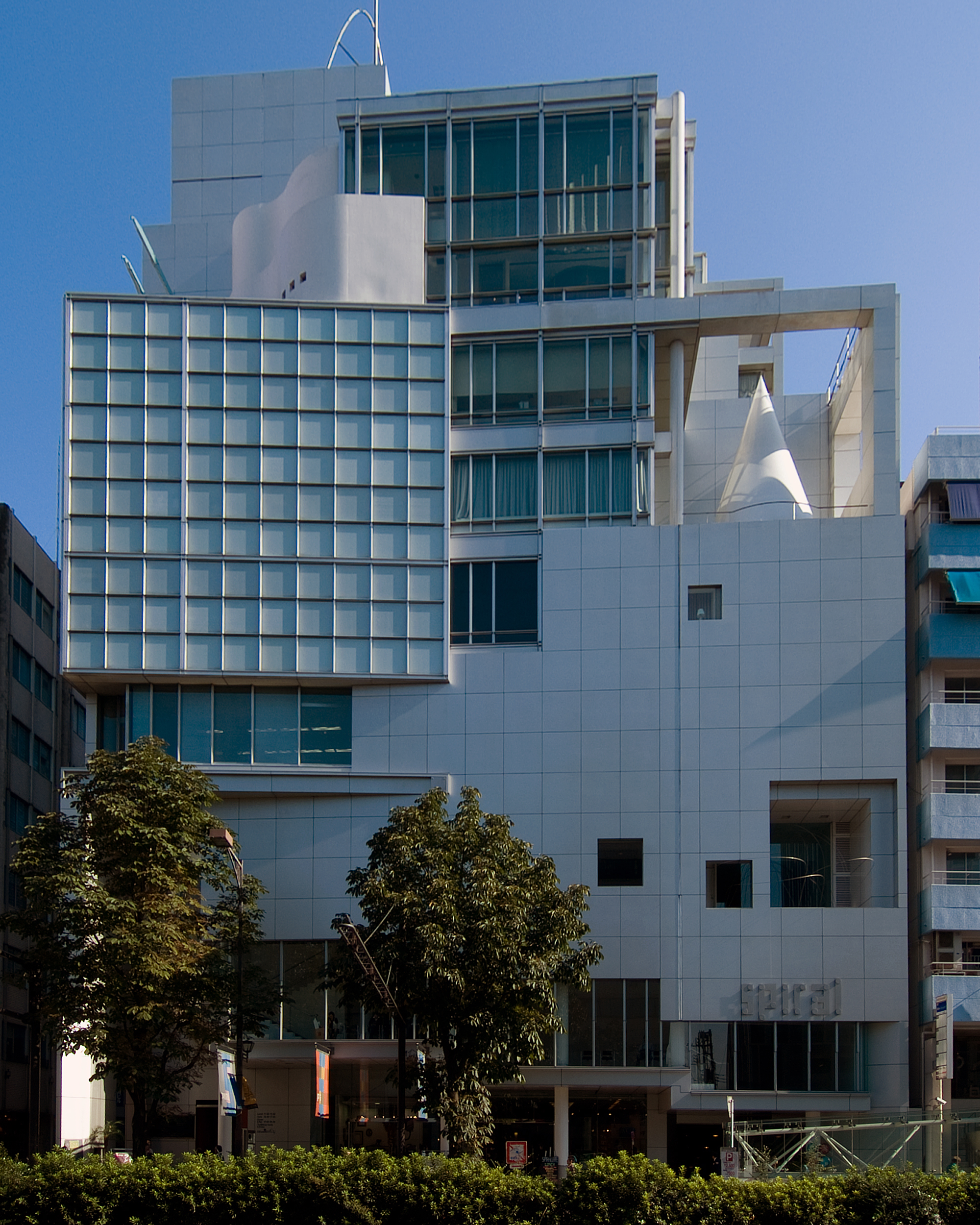
スパイラル
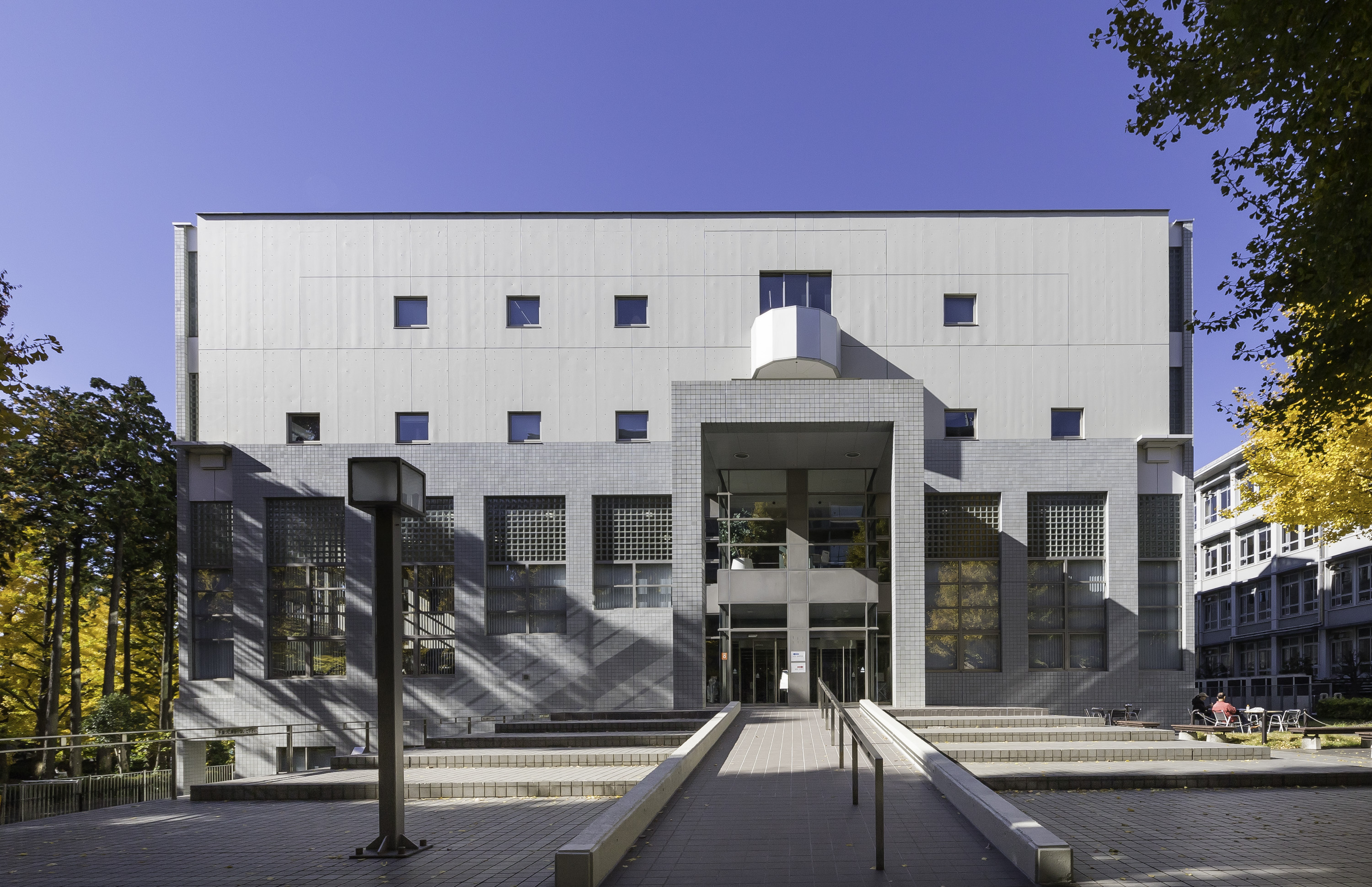
慶應義塾日吉図書館
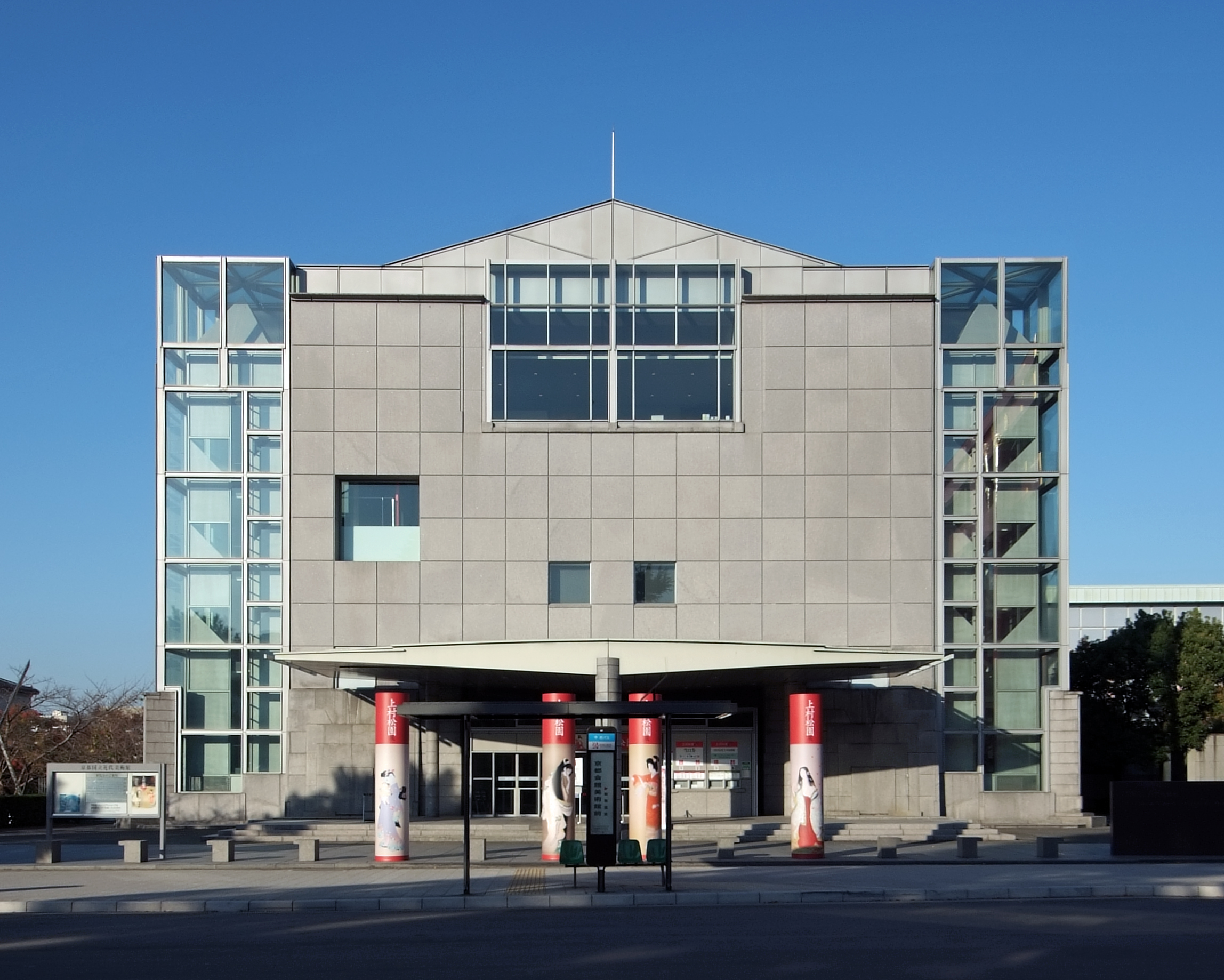
京都国立近代美術館
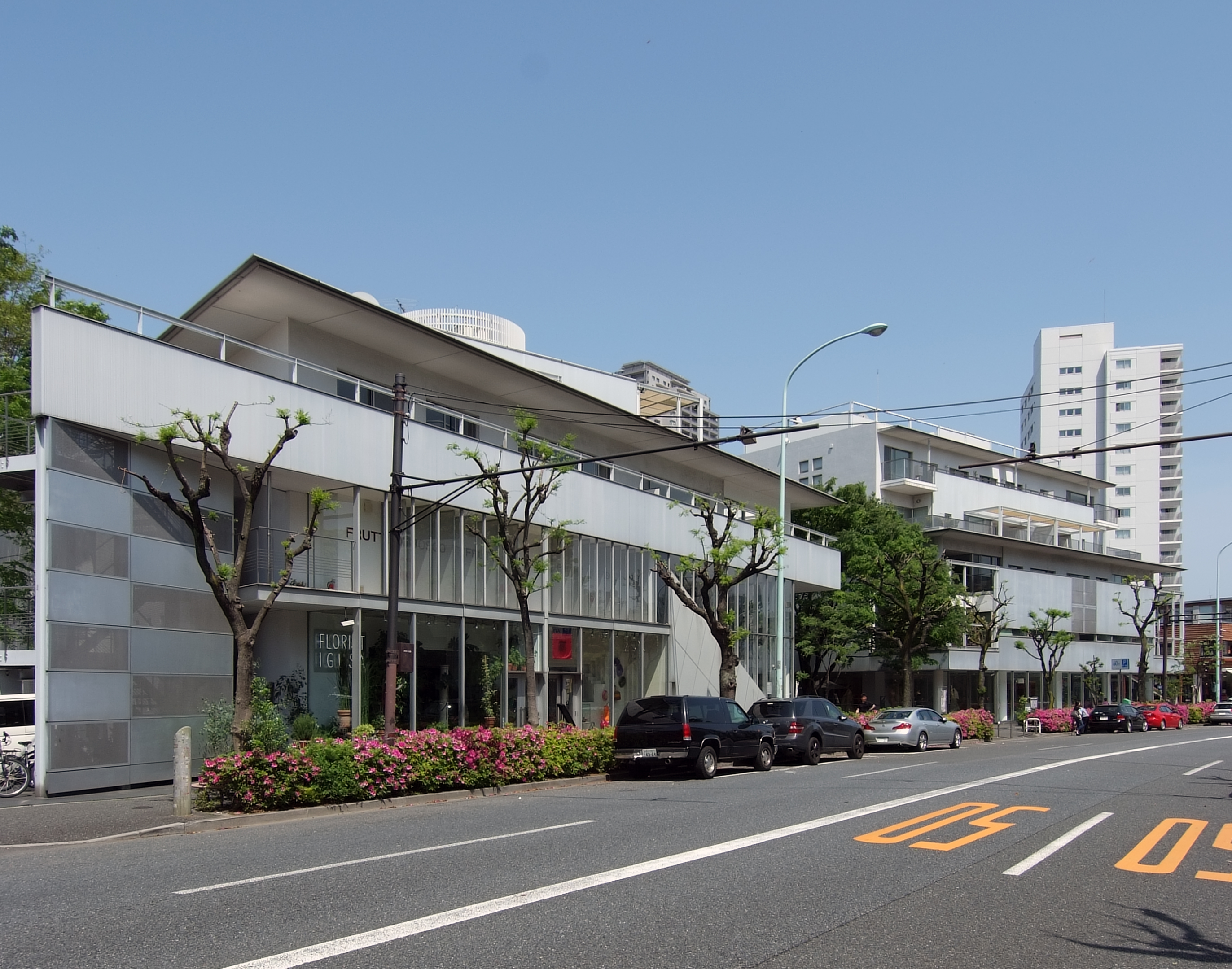
ヒルサイドテラス第5期
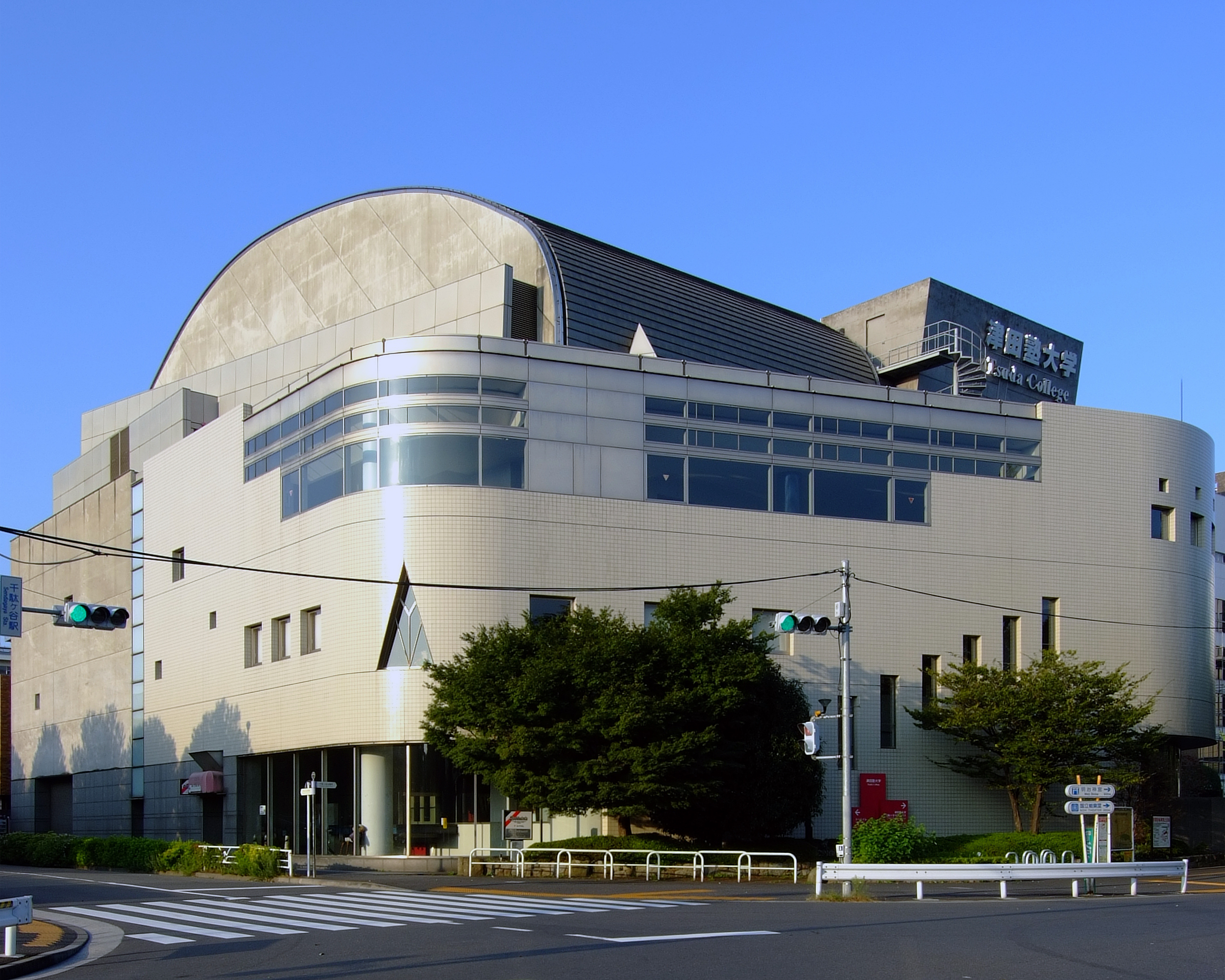
津田ホール
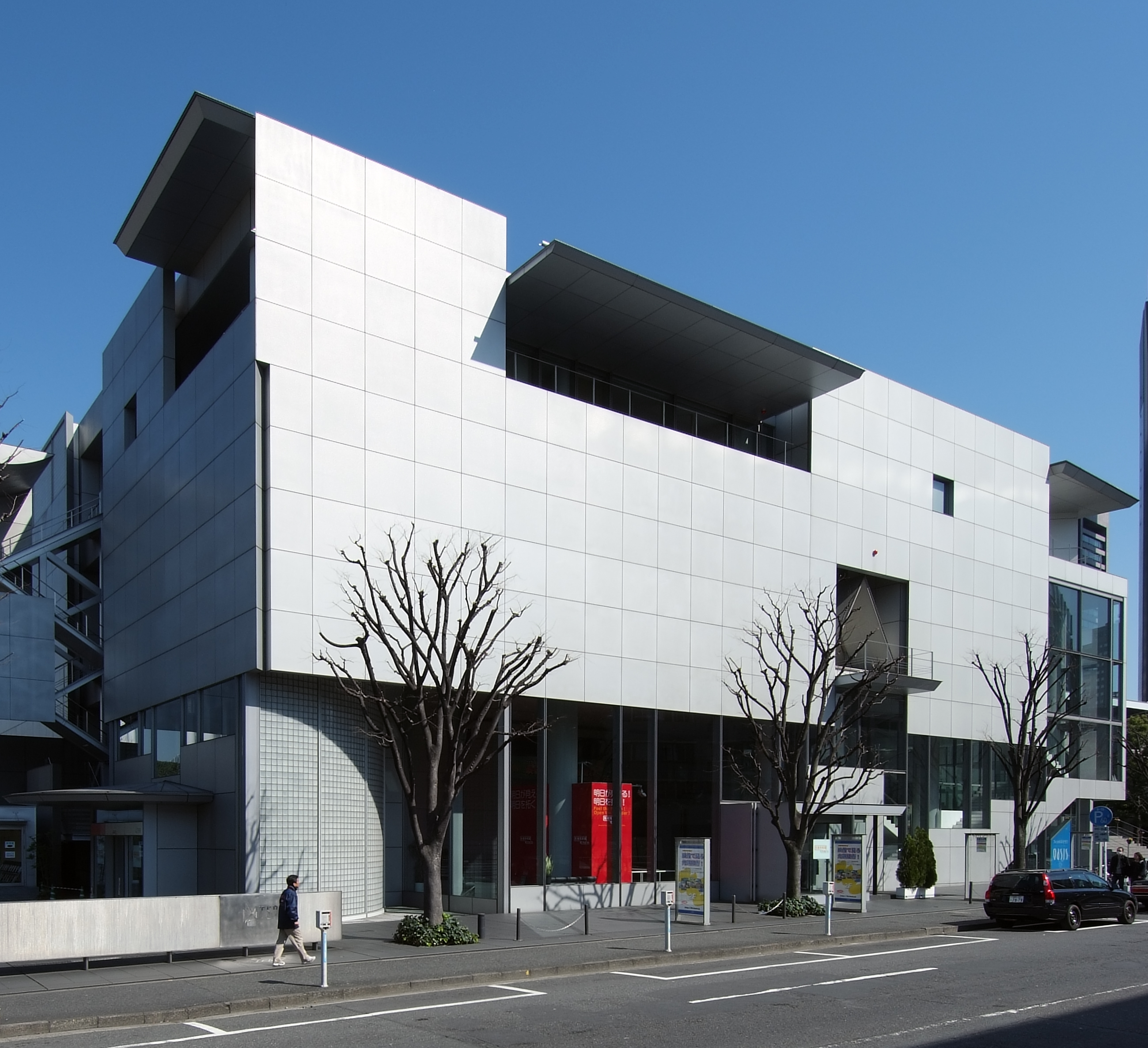
テピア
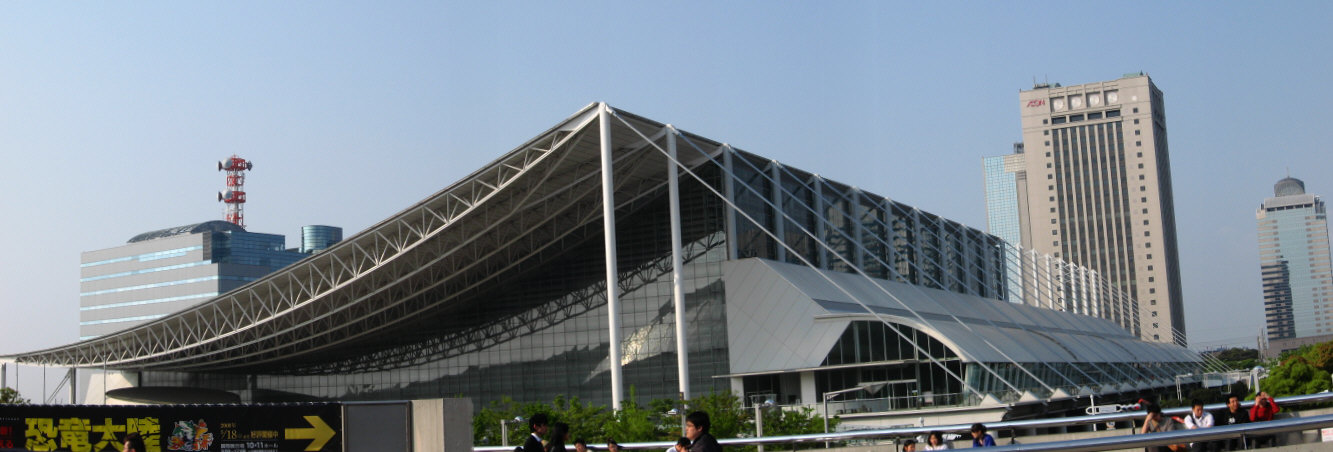
幕張メッセ
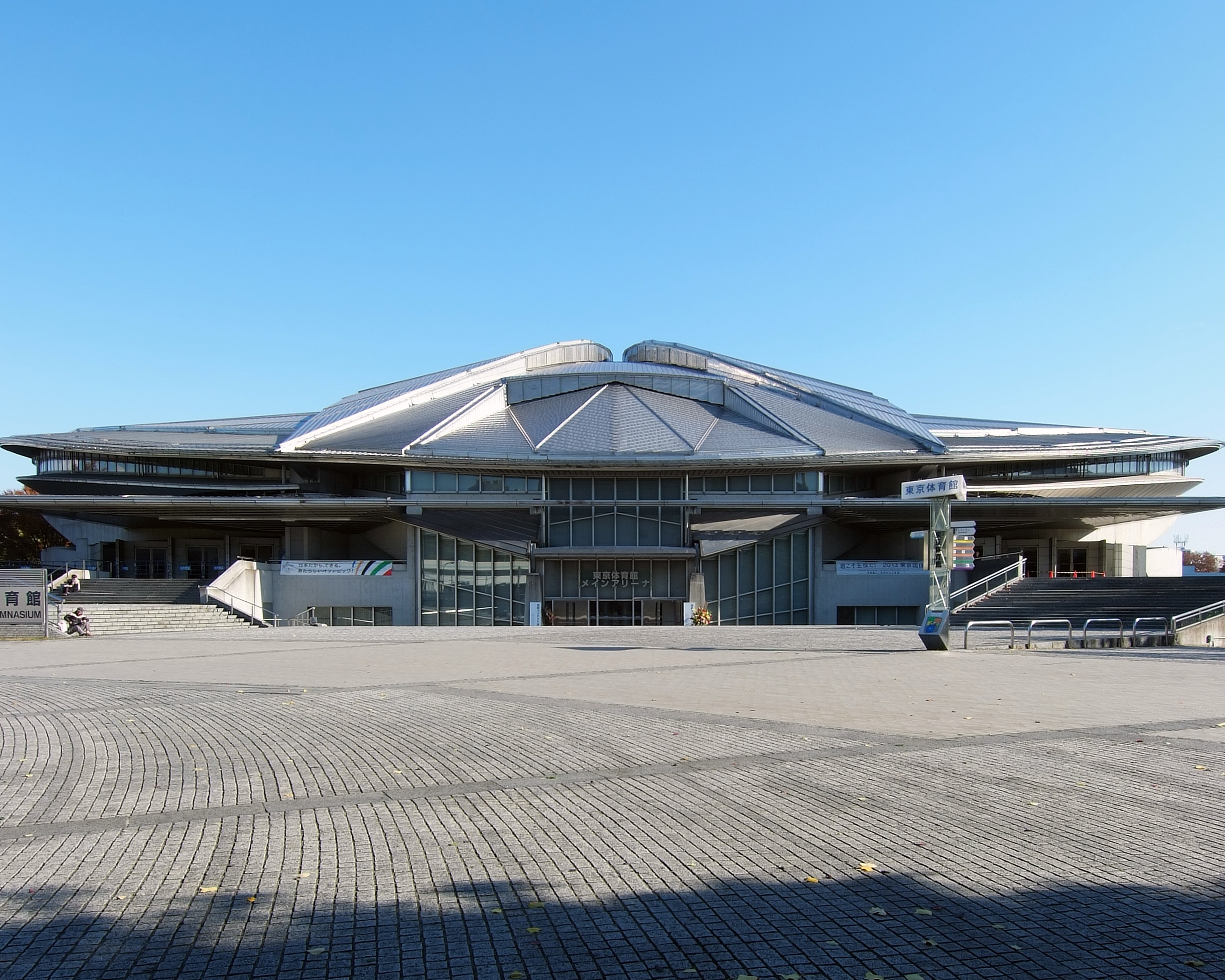
東京体育館
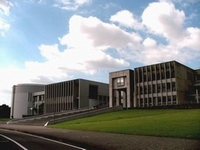
慶應義塾大学湘南藤沢キャンパス
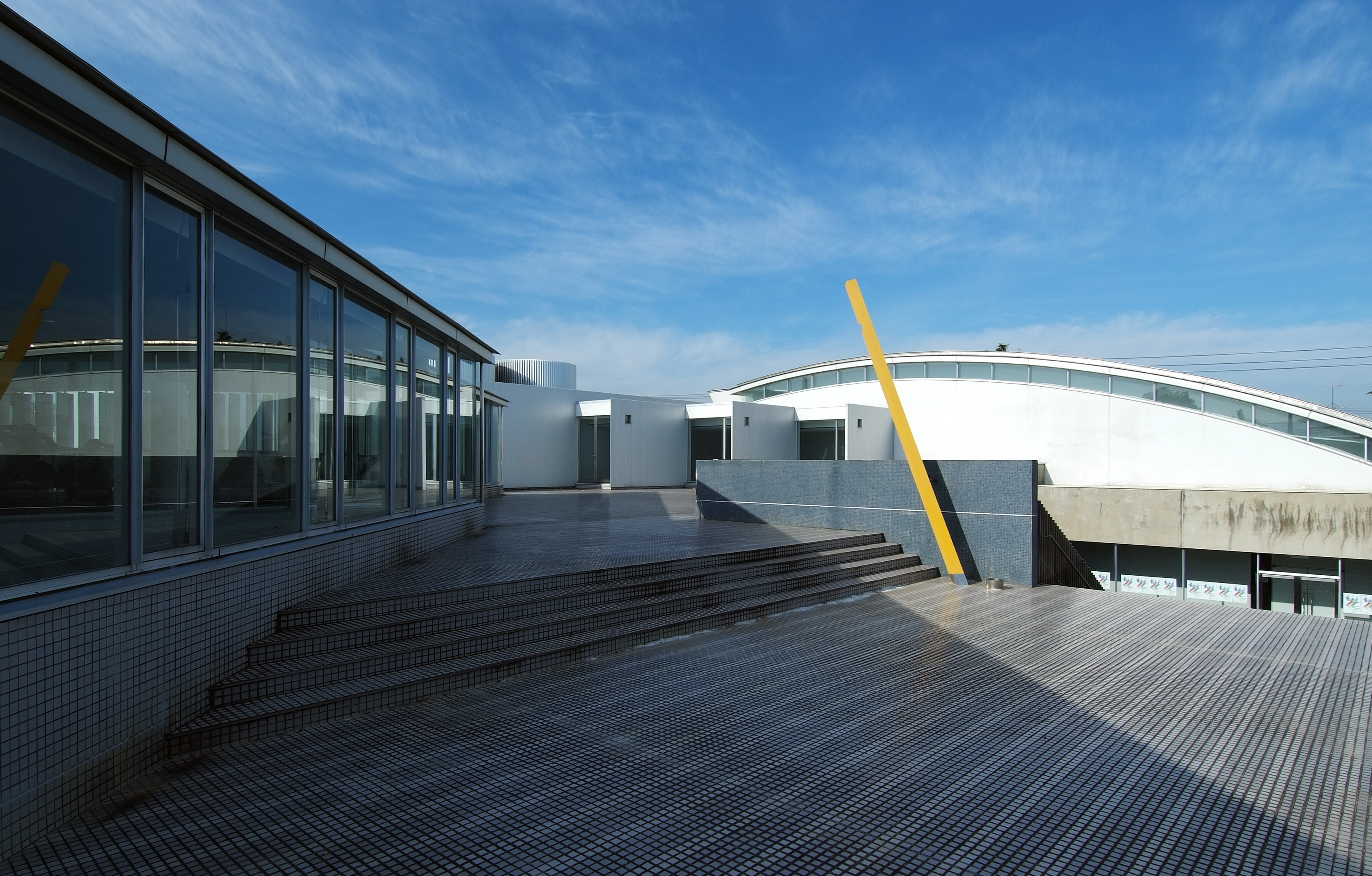
中津市立小幡記念図書館
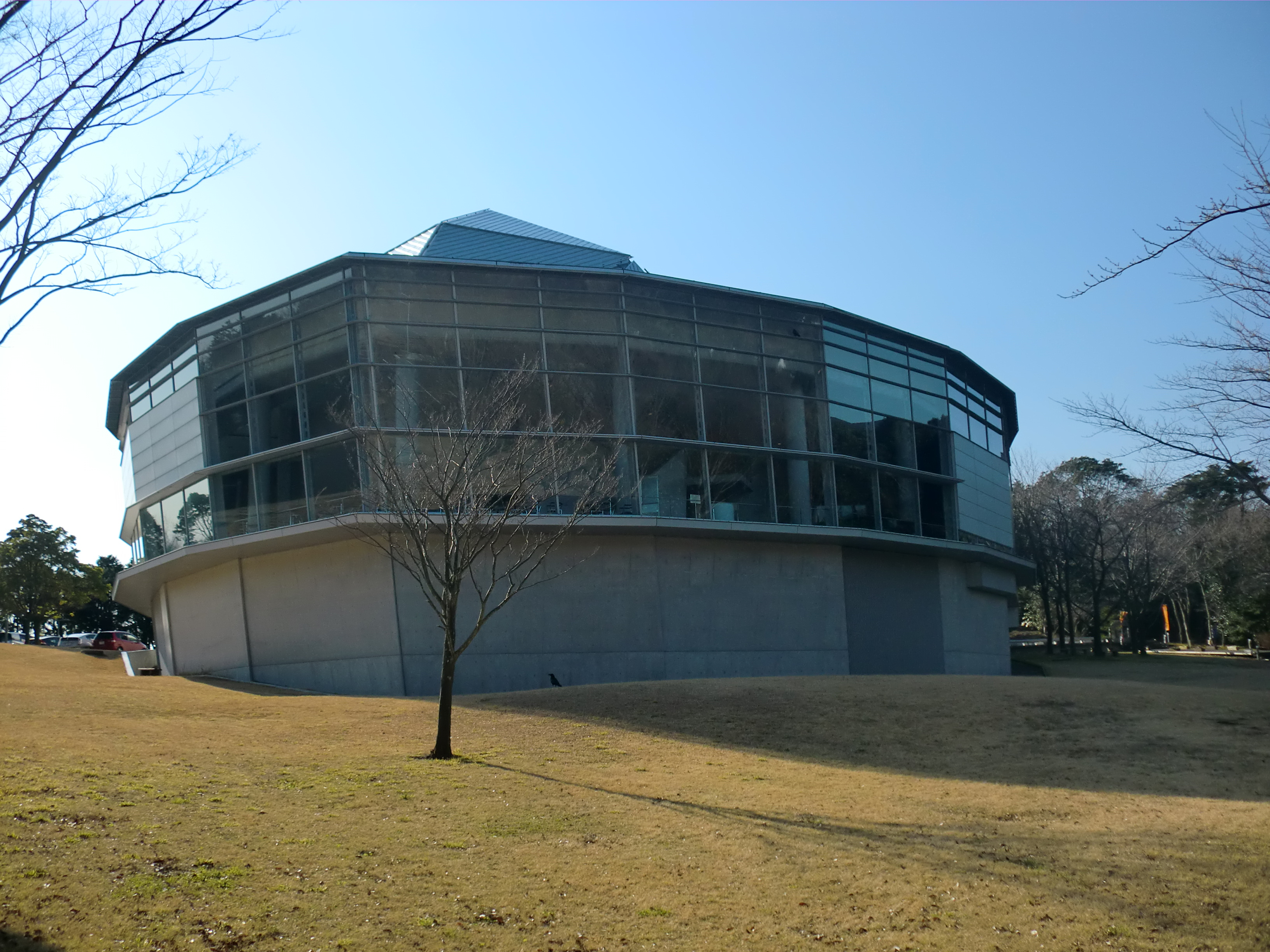
霧島国際音楽ホール[注釈 3]
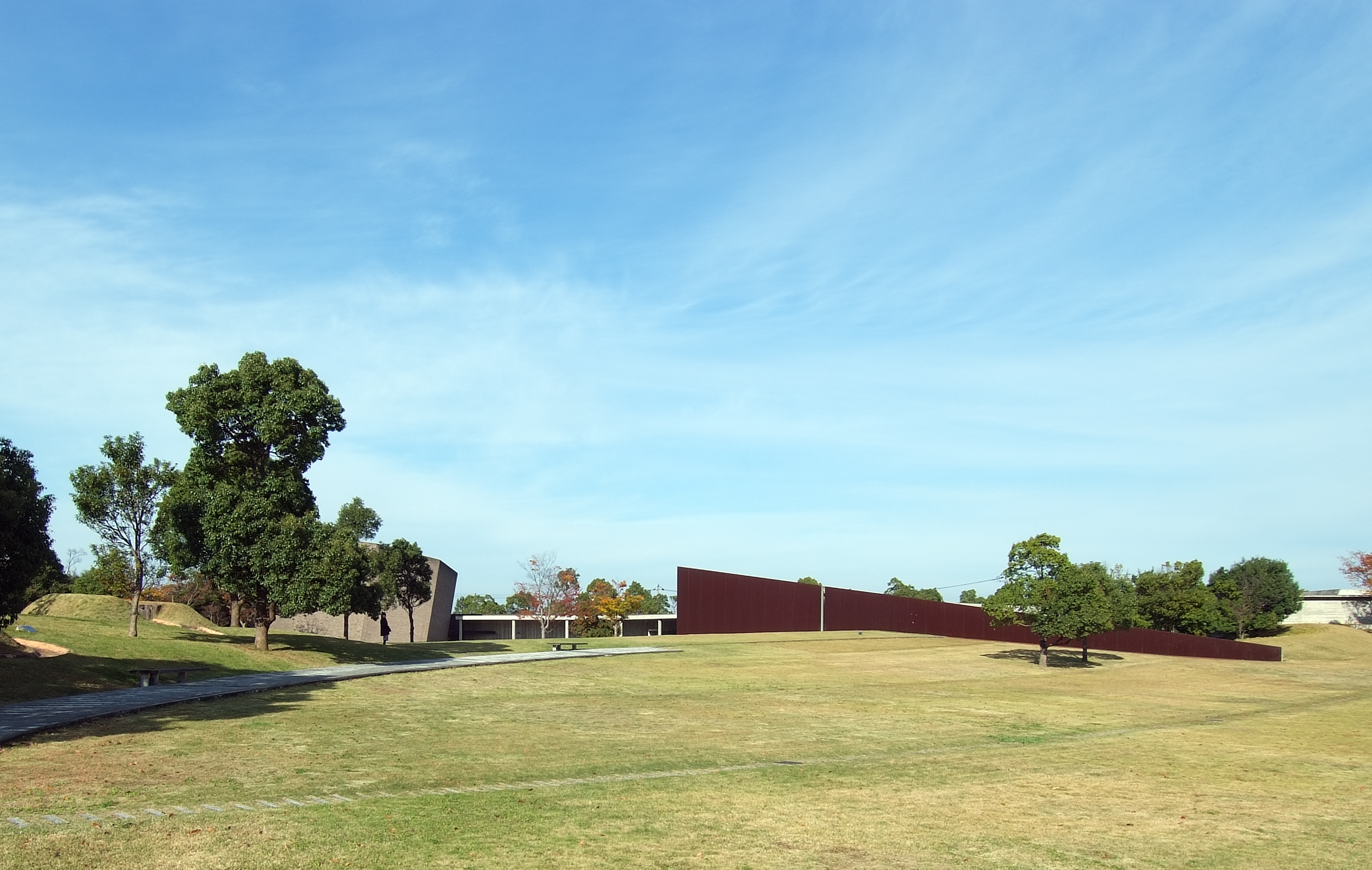
風の丘葬斎場
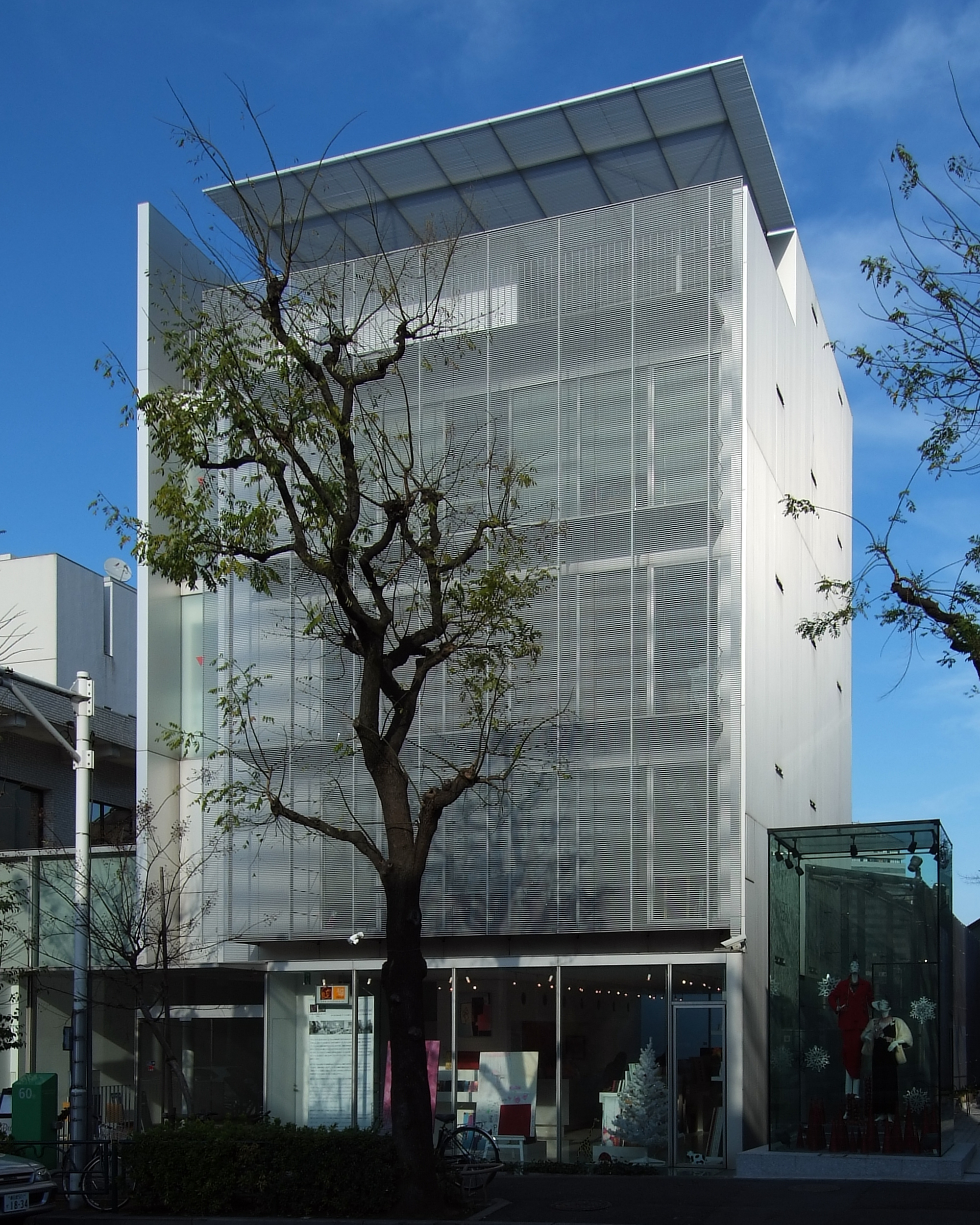
ヒルサイドウエスト
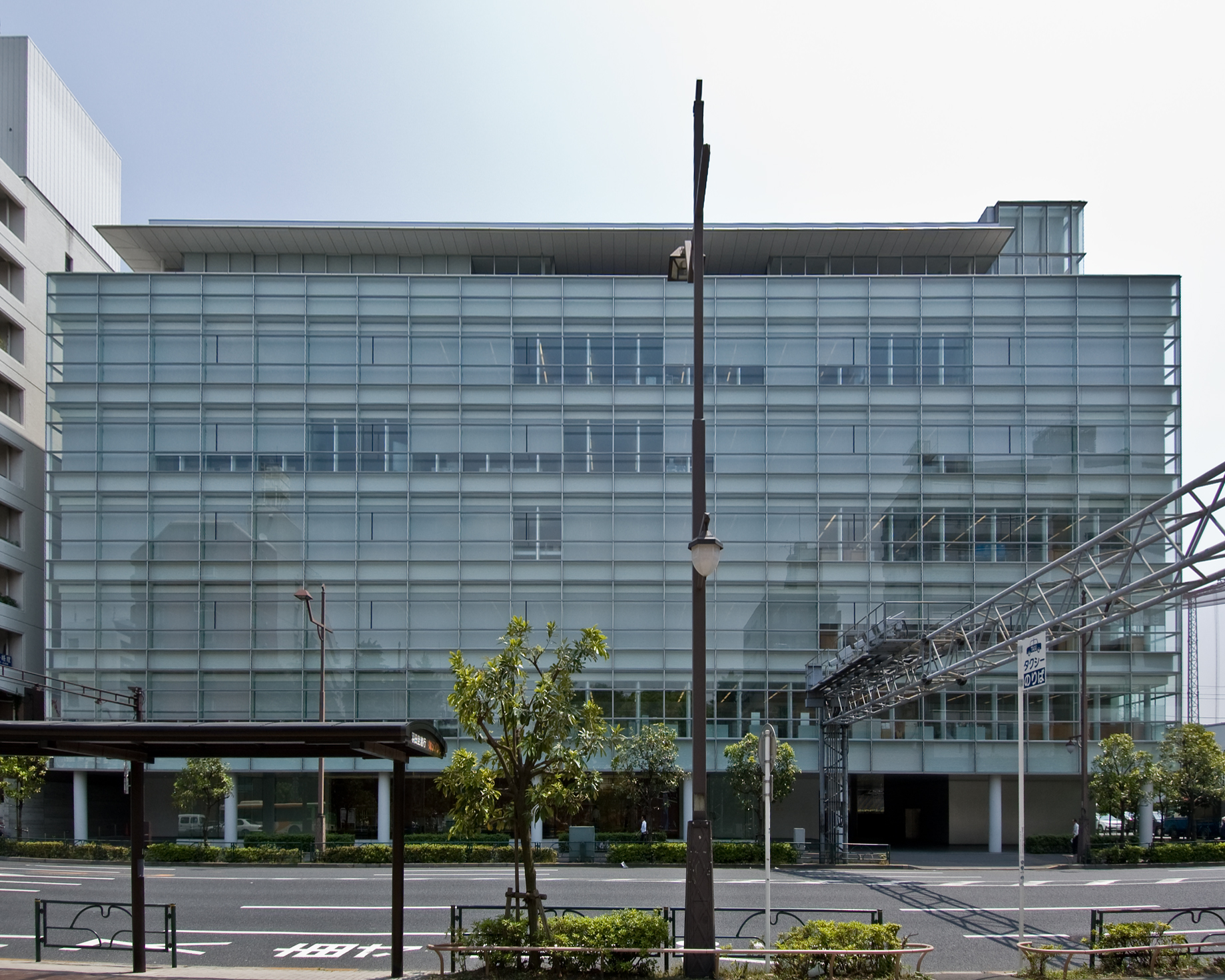
ロレックス東陽町ビル
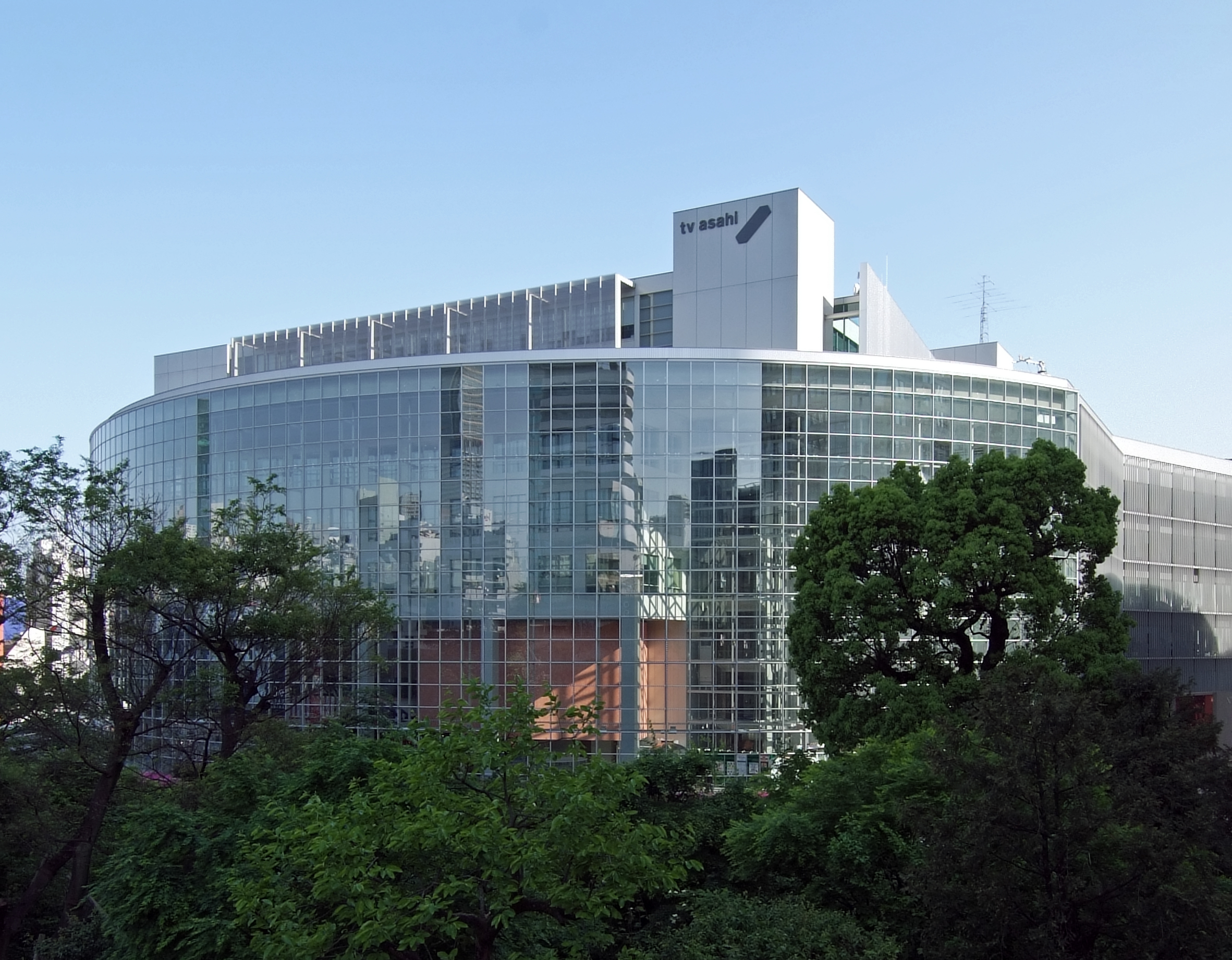
テレビ朝日本社ビル
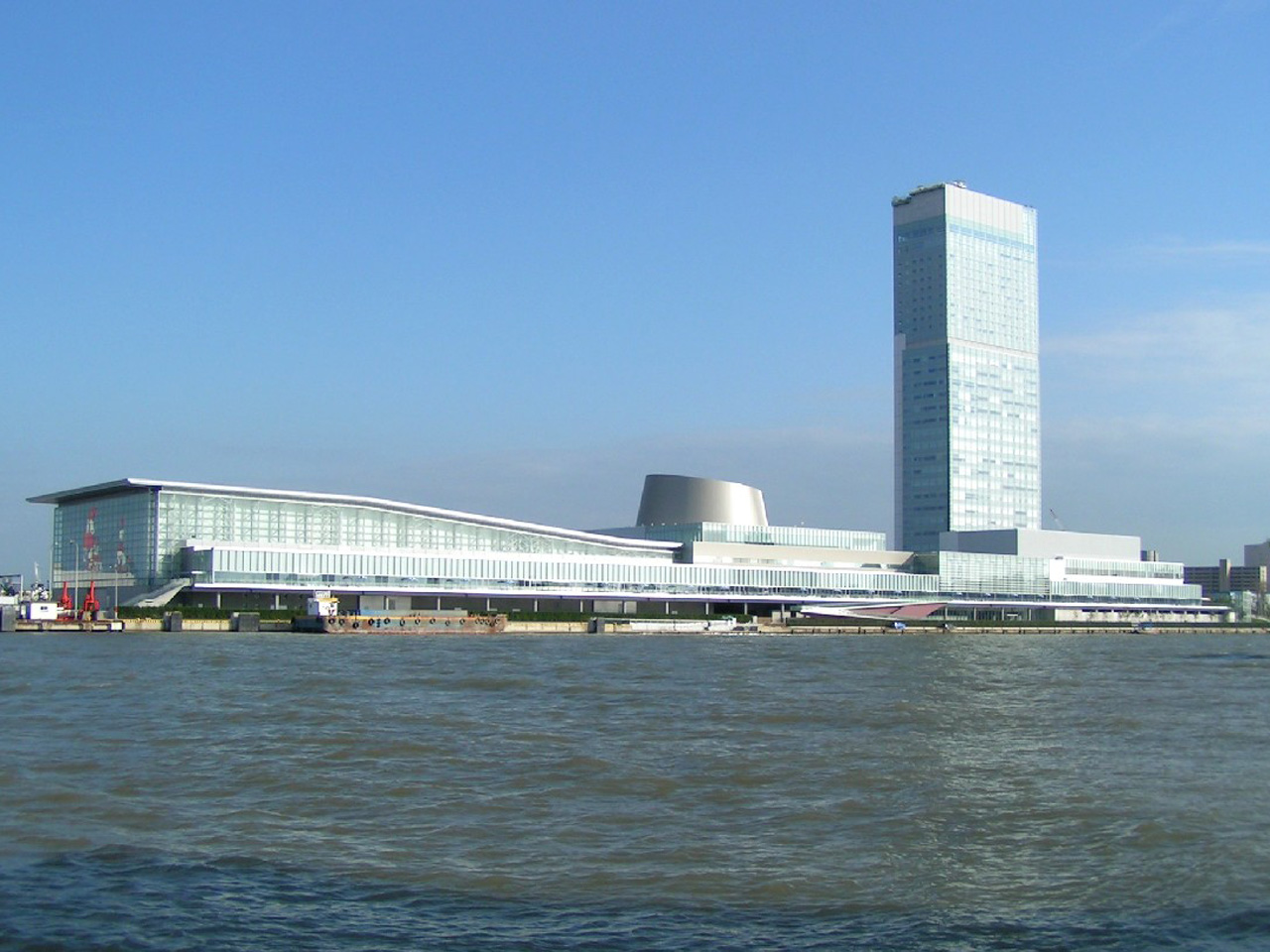
朱鷺メッセ
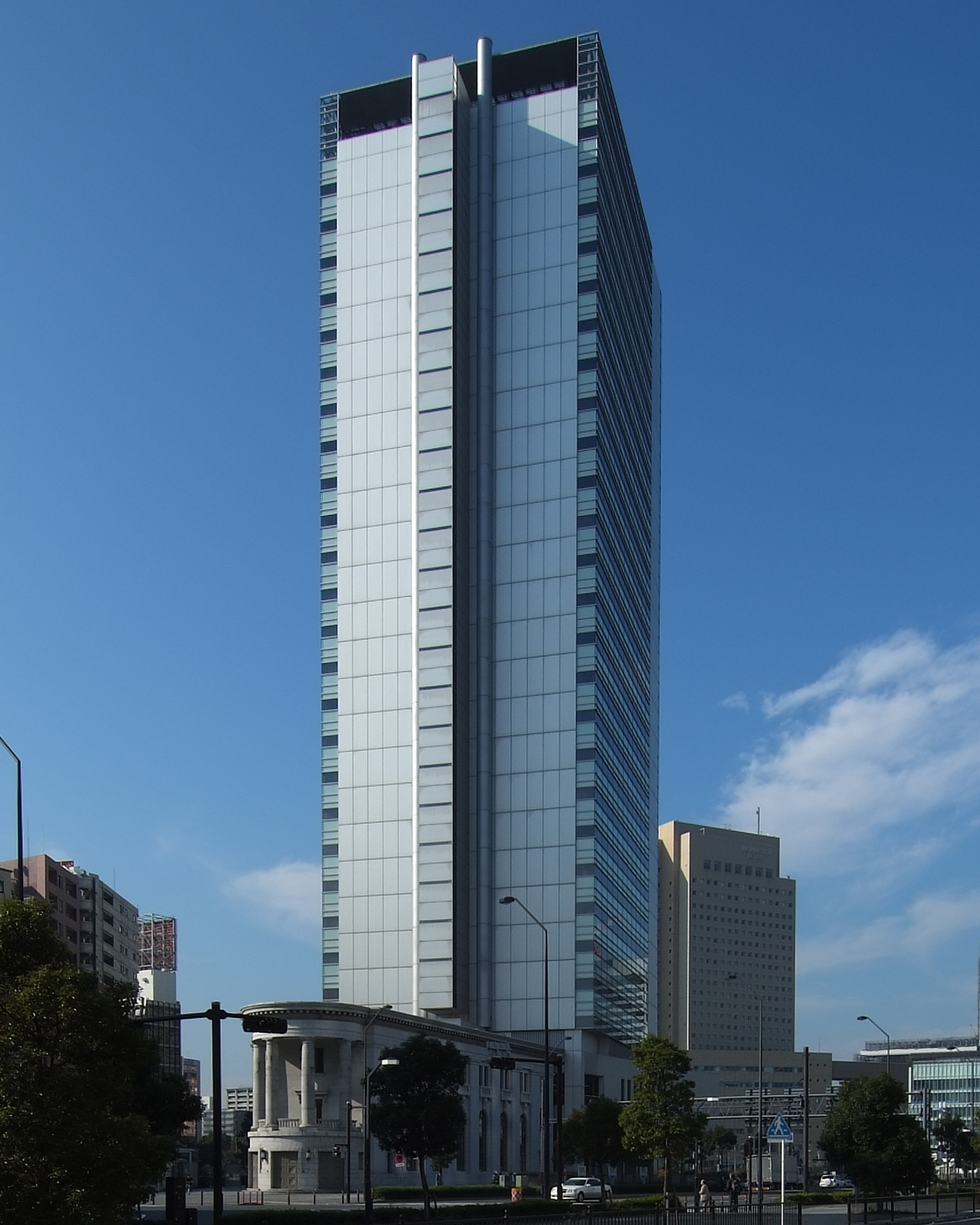
横浜アイランドタワー
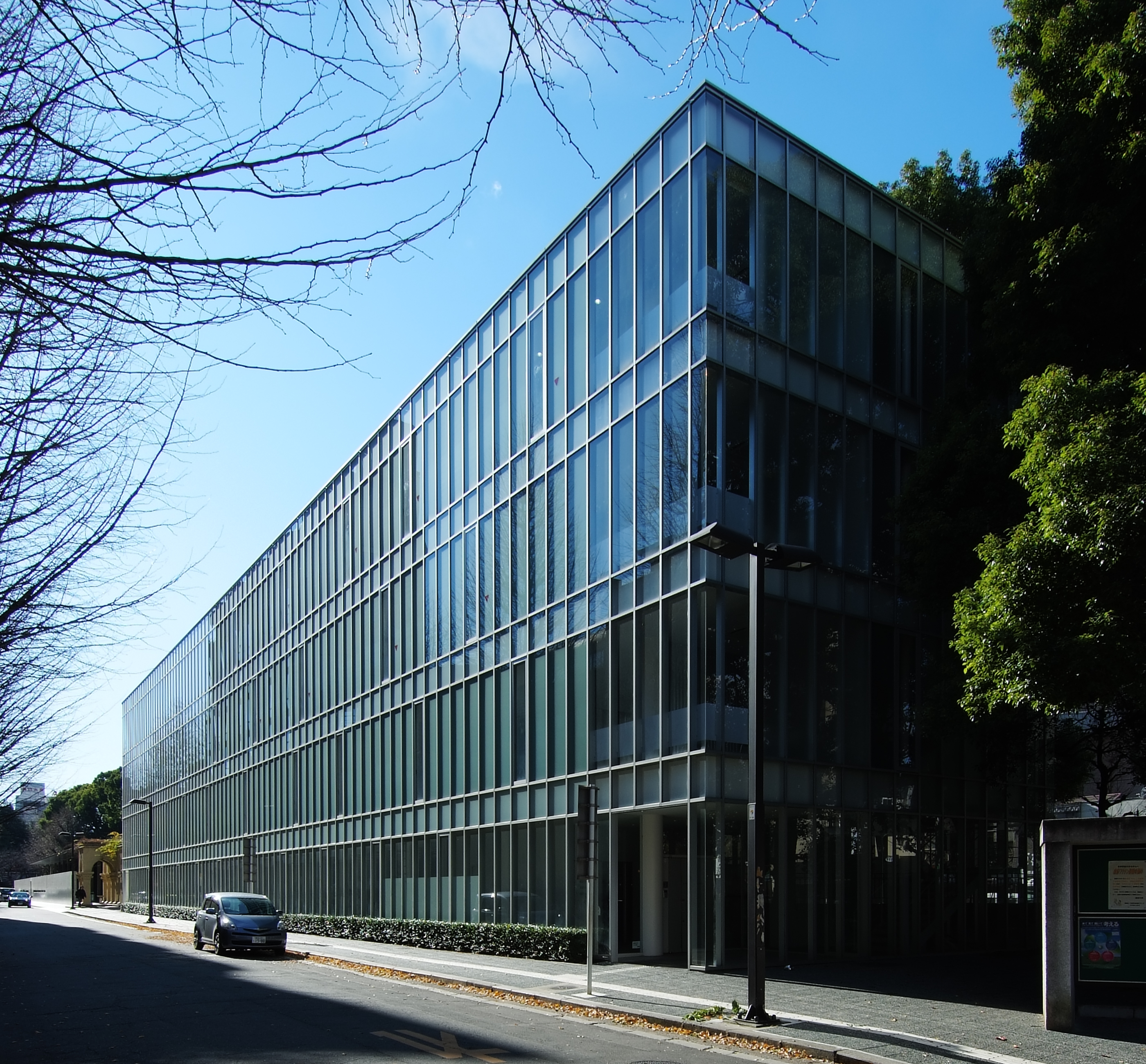
東京大学法科大学院棟
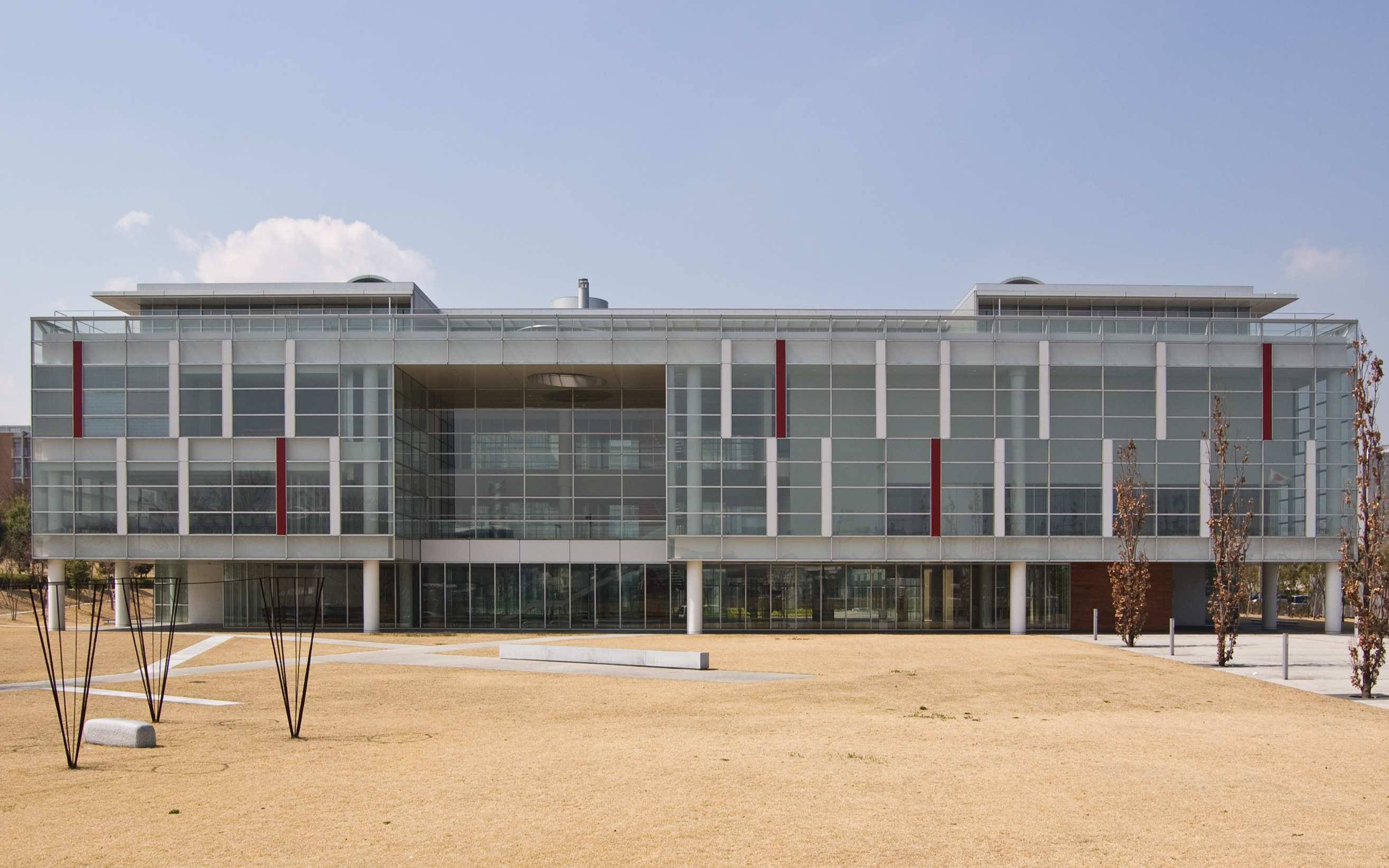
国立国語研究所
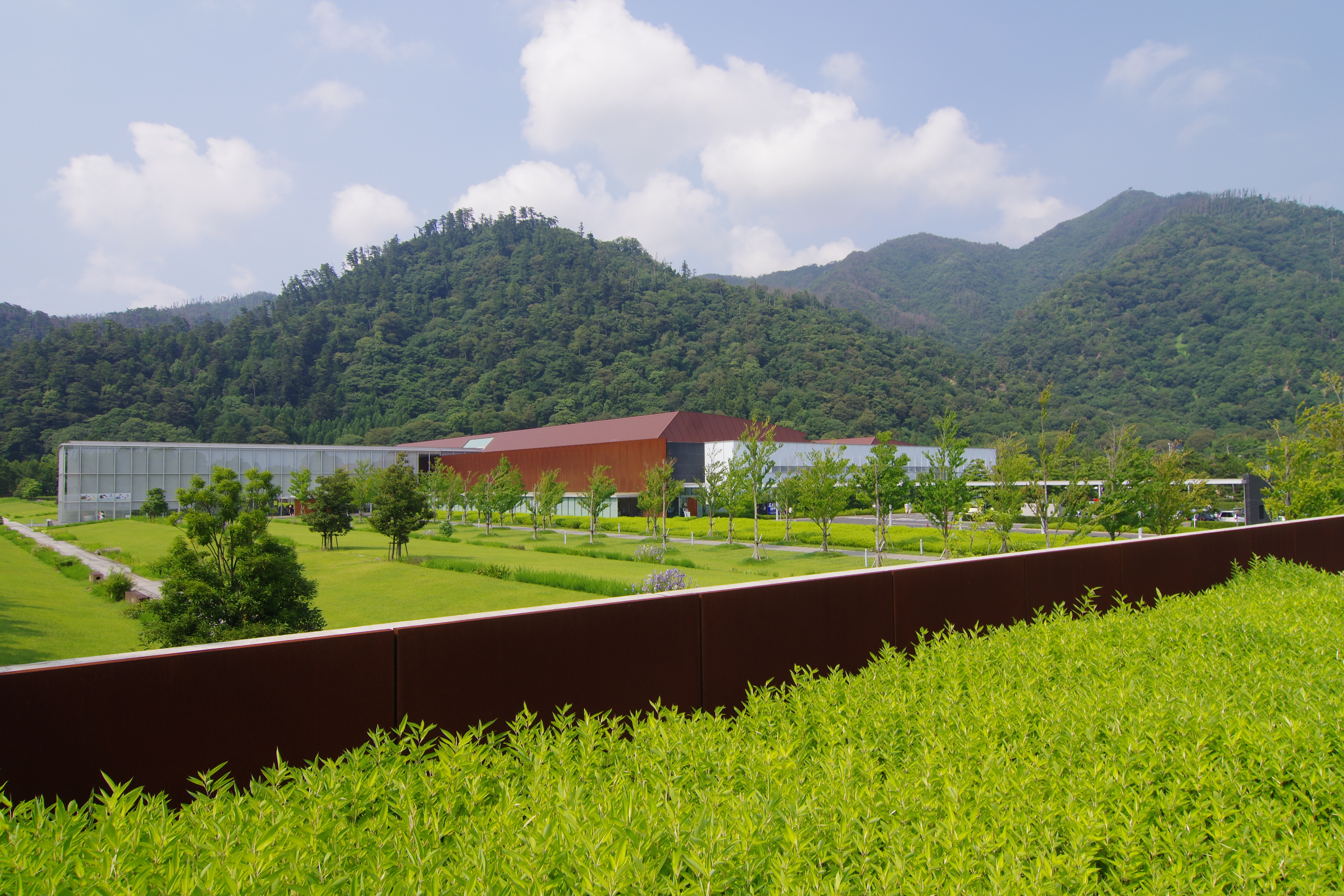
島根県立古代出雲歴史博物館
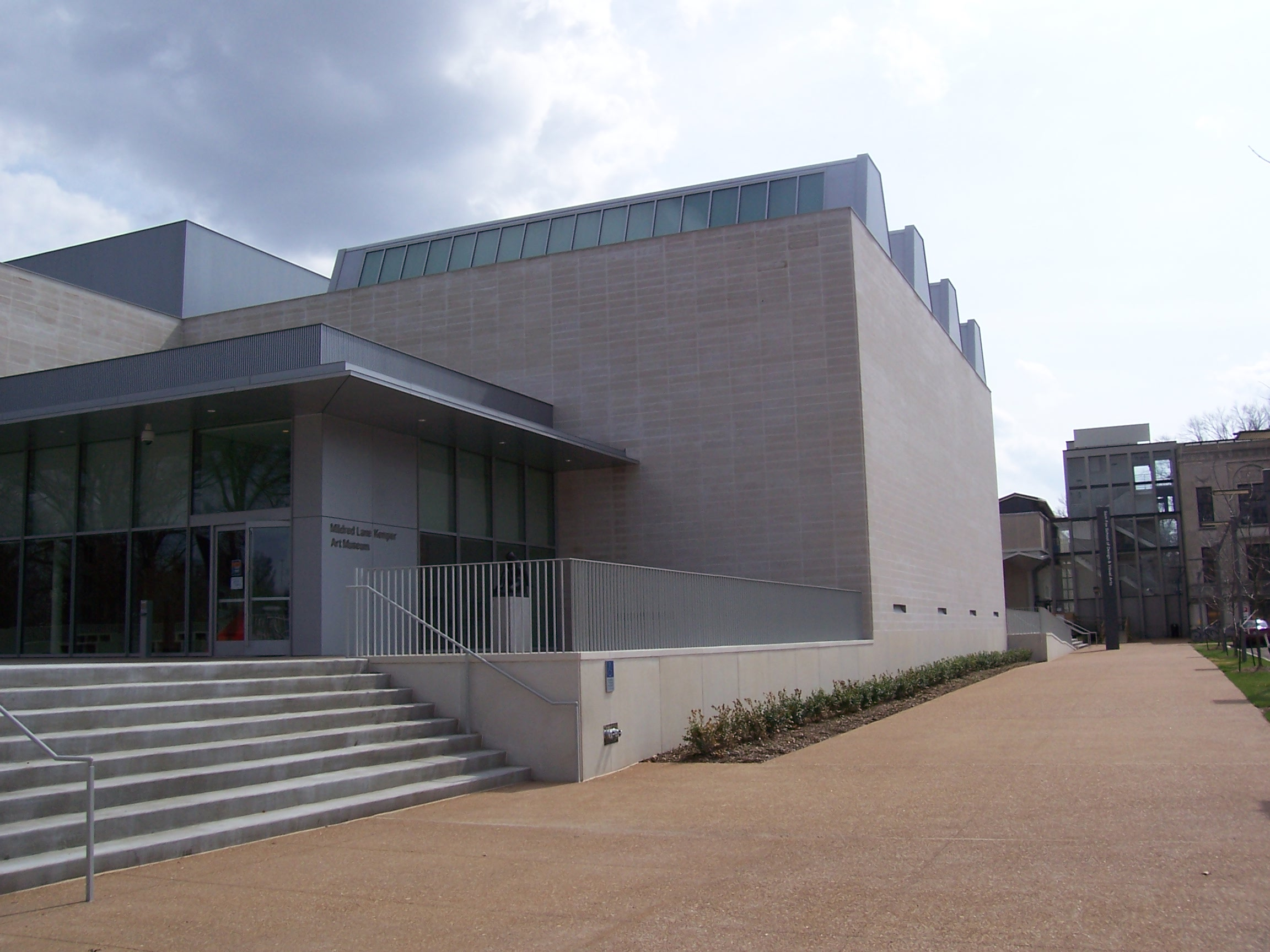
ワシントン大学サム・フォックス視覚芸術学部
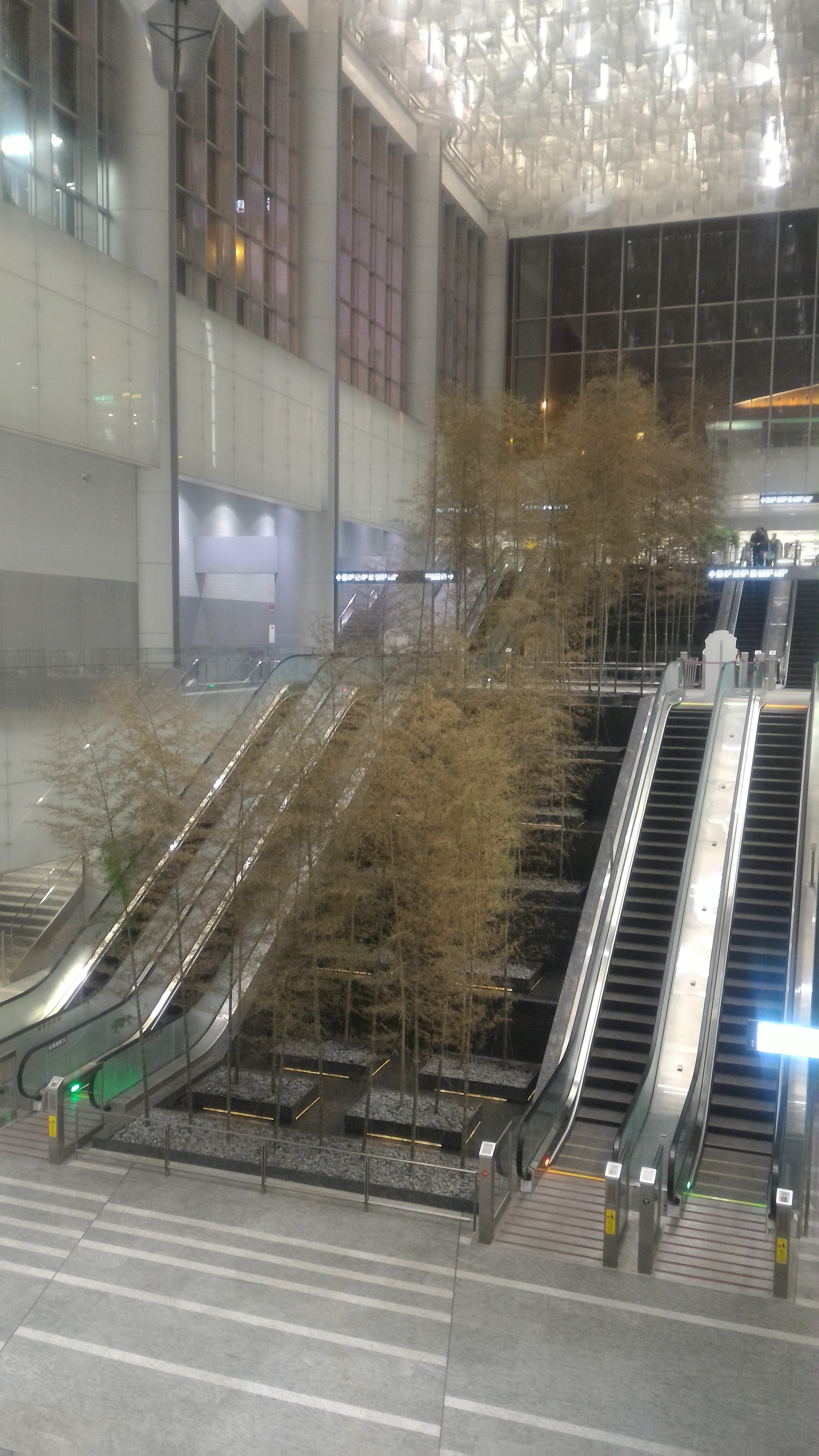
台北車站コンコースの「竹林瀑布」

### 進行中のプロジェクト
- 国道客運台北総駅跡地の台北駅の桃園機場捷運駅舎（台北双子星タワー）
- 国際連合増築
- 150グリニッジ・ストリート -新たなワールドトレードセンターに建設中
- インドのアーンドラ・プラデーシュ新州都行政地区[11]
- BLUE FRONT SHIBAURA

### 構想・都市計画
- 新宿副都心ターミナル再開発（大高正人・ミド設計研究所と） 1960年
- サンフランシスコ再開発競技設計案 1961年
- 堂島再開発計画 1961年
- ローゼンバーグ部庭園計画・ボストン 1966年
- 後楽園総合開発計画 1967年-1968年
- 立正大学熊谷キャンパス総合計画 1965年-1967年
- 環境整備計画（大阪府高石市） 1967年
- 羽衣駅周辺都市改造事業計画（大阪府高石市） 1968年
- 百草団地センター 1968年-1969年
- ウィーン国際会議場・国連事務機構都市国際設計競技応募案・群造形 1969年
- 国連ペルー低所得者層集合住宅国際指名競技設計 1969年
- 泉北大蓮公園計画（大阪府堺市） 1969年
- 横浜市海の公園基本構想 1969年-1970年
- 小田原駅前再開発計画の協力 1970年
- ボストン市交通網計画
- 筑波大学キャンパス計画

## 著作・作品集
- 見えがくれする都市（SD選書：鹿島出版会）　
日本の都市・建築の「奥」について述べている。槇事務所スタッフの若月幸敏、大野秀敏、高谷時彦[注釈 4]も一章ずつ執筆している。
- 記憶の形象（筑摩書房→ちくま学芸文庫）
- 槇文彦（新建築社JAの作品集）
- 現代の建築家槇文彦 1～4（鹿島出版会）　
4でのヒルサイドテラスの特集では、槇が隅入りや円柱について述べている。当時は進行中のプロジェクトであったテレビ朝日なども掲載されている。
- 槇事務所のディテール（鹿島出版会）
- ヒルサイドテラス＋ウエストの世界（鹿島出版会）
- 建築から都市を、都市から建築を考える（岩波書店） 聞き手松隈洋
- 漂うモダニズム（左右社）
- 残像のモダニズム（岩波書店）
- アーバニズムのいま（SD選書：鹿島出版会）

## その他
- 山本圭介、元倉眞琴、栗生明、高谷時彦などは槇総合計画事務所の出身である。コンペの審査員などでは、東京国際フォーラム公開コンペの審査委員長などを務めた。
- 槇事務所は現在、ヒルサイドウエストにある。
- 富永譲、長谷川逸子、伊東豊雄など1960年代に大学を卒業した建築家たちを、主を持たず、権力も求めない野武士に例えたこと[12]でも知られる。
- 2010年（平成22年）にフランスから公表されたスイスのHSBCプライベート銀行からリークされた顧客情報[13]に1987年（昭和62年）からの顧客として名前があがっていた。

## 新国立競技場関連
槇は、国立競技場のザハ案の建設計画に早くから 反対してきた。
槇グループとしては、大野秀敏、中村勉、元倉眞琴、山本圭介、古市徹雄らも反対活動に加わった。なお、槇も2012年（平成24年）の国際デザインコンペの応募資格を満たしていたが、応募しなかった。逆にほぼ著名建築家しか応募できないという条件への疑問、そして第一には敷地が広くないところでその10倍の施設をつくるという設計条件をミスマッチだと直感的に感じたためと述べている。「コンペへの不参加声明を出して、メッセージを出してもよかったのでは」という意見もあった。
2015年（平成25年）7月のザハ・ハディド案の白紙化決定後も、縮小案を提案するなど活動している。8万人でなく、5万 - 6万人規模を推奨する理由として、立地上、災害などで避難誘導するのは難しいと述べている。ただし同月、やり直しとなる国際コンペへ参加することは「'これまで『こうであってはいけない』ということを言い続けてきた。新国立が『こうであるべきだ』とは言うつもりはない」と強く否定して、その審査委員の依頼があっても受けないが口は出すという無責任な姿勢を示した。マスコミが費用面で批判していたが世論受けは良くなく、建築家のヒエラルキートップの槇が反対表明してから他の日本人建築家らが反対しだしたことで世論も白紙撤回支持になったことから、反対表明に加わった建築家曰く「槇さんが反対表明していなかったら、粛々とザハ案で建設された」と語られている。その後、ラグビーワールドカップ2015で奮闘したラグビー日本代表チームを受けてマスコミと世論は手のひら返しで撤回のせいでラグビーワールドカップ2019に確実に間に合わなくなったことを後悔したり、費用対効果を無視してザハ案の必要性に無知だったと反省の声が溢れた。間に合わせろとの報道をし出した日本のマスコミの無責任さを追及する声もあがるなど白紙撤回に反対していたスポーツ関係者から非難の声が上がっているなど反対活動の正当性が疑われている。